# 啟德機場
啟德機場（英語：Kai Tak Airport），正式名稱為香港國際機場、香港啟德國際機場，是香港一座已停用民用機場，位於九龍九龍城區啟德，由1925年1月25日啟用至1998年7月6日凌晨約1時20分關閉（營運73年）。同日上午6時27分赤鱲角機場落成並承接「香港國際機場」名稱及「HKG」機場代碼。
啟德機場運作時為全球最繁忙的國際機場之一，客運量全球第三，貨運量全球第一。但是，啟德機場坐落於香港市區，只有一條跑道，而且周圍均屬於高密度樓房，空域狹小，在安全及需求考慮下，香港政府於1989年宣佈在大嶼山西北面的赤鱲角填海興建新機場。新機場工程歷時8年，於1998年7月啟用，同時啟德機場完成其歷史任務，正式關閉。啟德機場運作時曾經有「全球十大危險機場」的稱號。經過多年的研究及討論，香港政府在啟德機場的原址推出《啟德發展計劃》。

## 歷史

### 早期發展

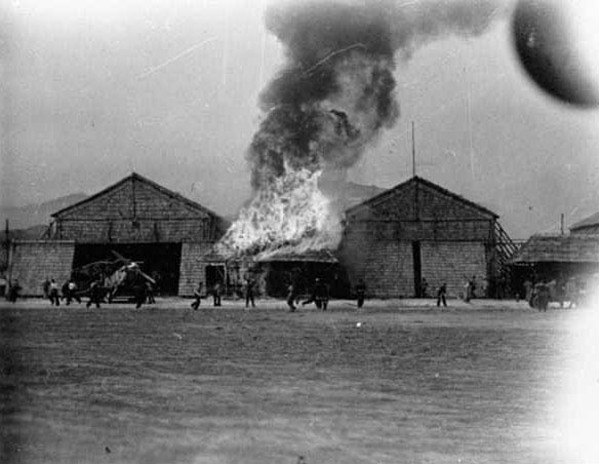
1931年12月15日啟德機場的大火

20世紀初，何啟爵士和區德先生（又名區澤民）合資經營「啟德營業有限公司」（Kai Tack Land Investment Co., Ltd.），在九龍灣北岸進行填海工程。1914年4月獲得政府批准，1916年工程展開。新填地面積有120英畝，原計劃發展成花園城市住宅區。填海地域以二人合資之公司的名字命名，稱作「啟德濱」（Kai Tak Bund）:15。1920年完成首期土地平整工程、1927年完成第二期工程。而早在1924年2月，美國人哈利·亞弼（Harry Abbott）便已向啟德營業有限公司租用了一部份填海土地，開辦飛行學校。1925年1月24日（農曆新年元旦）是啟德土地首次有飛行活動的紀錄。同年，港英政府內已有建議保留啟德土地，報告指出這處是當時香港可作機場用途的最大面積土地，這裡的平地可供興建跑道及停泊飛機，而相鄰的九龍灣，可供水上飛機升降及停泊。
亞勃特的飛行學校不久便停辦，啟德營業有限公司也於1927年陷入財困，無力把土地發展成住宅區。與此同時為因應日本軍方調派機隊進駐台灣南部，加上國民政府於1927年3月強行收回漢口英租界和九江英租界，英國皇家空軍也計劃派飛機駐守香港，並於1927年3月首度駐港。港英政府及軍部都看中啟德公司在九龍半島的一大片空置土地適合用作建造機場，遂於同年12月與啟德公司達成協議，由港府出資1,007,250港元收購「啟德濱」土地，並改為建築機場。
1928年，啟德土地的海旁建造了一條混凝土斜道，供水上飛機上岸或下海，機場的基本工程在1930年完成。同年，香港政府正式聘請了首位機場監督，同時把船政廳（戰後改名為海事處）更名為船政廳暨航空事務處，負責管轄各種飛行活動。皇家空軍亦在機場建成後入駐，並在啟德機場的東部修建啟德皇家空軍基地，該基地的主要設施於1933年起先後落成，啟德機場成為軍民兩用機場。1934年，亞洲首間飛行學院遠東飛行學校（Far East Flying Training School）在啟德開辦。1935年，首座指揮塔和飛機庫落成。
1936年，啟德機場西面區域更改為民航機場，興建了客運大樓和行政大樓，並迎來了首間商業航空公司——英國帝國航空公司（Imperial Airways，即英國航空前身）提供來往香港的客運服務。3月24日，第一班定期商業客運航班從檳城飛抵香港:54-55。此後，陸續有航空公司加入提供航班服務，包括：泛美航空公司來往三藩市；法國航空公司來往印度支那半島；中國航空公司來往廣州及上海；歐亞航空公司（Eurasia Aviation Corporation）來往北平。1939年，長457米的首條正規跑道落成。這條東西向的跑道稱為13/31跑道，位置於現時新蒲崗一帶，飛機起降時，需要把清水灣道（今彩虹道一段）的車輛截停。當時皇家空軍在啟德機場側，大磡一帶建有一座飛機庫，該飛機庫仍保存至今。

### 二次大戰期間
1941年12月8日太平洋戰爭爆發，日軍於當日入侵香港，並在清晨出動數十架飛機空襲啟德機場，英國皇家空軍在香港的航空戰力近乎全毀。香港在同年12月25日起被日本佔領。日軍在1942年3月擴建啟德機場，招募了數千名工人炸毀古蹟宋王臺所處的聖山，利用得來的石頭在原有的13/31跑道以外建造了全長1,371米的07/25跑道，並在1943年年底建成；日軍也拆卸了原本的航空大樓。此時太子道亦需要因應啟德機場飛機起降而截停車輛，與清水灣道相同。機場西北面的九龍寨城石牆、啟德濱和寨城以南的民居，以及鄰近包括蒲崗村的20多條鄉村亦被拆毁。当中大磡村全村連同朱氏宗祠被夷為平地。
日本海軍二五四航空隊和日本陸軍第33戰隊等日本航空隊也曾進駐啟德機場，二戰期間曾駐在啟德機場跑道的日軍飛機有：
- 九七式戰鬥機
- 九八式輕轟炸機
- 一式戰隼
- 二式戰鍾馗
- 零戰二一型
- 二式複戰屠龍

啟德機場在第二次世界大戰後期受到盟軍的多次轟炸，嚴重損毀。1945年8月15日日本投降，港英政府為重建啟德機場，剷平了餘下的「聖山」部份，並將宋王臺石碑從殘石的餘下部分從中切割出，移到新建的宋王臺花園展覽。

### 戰後發展

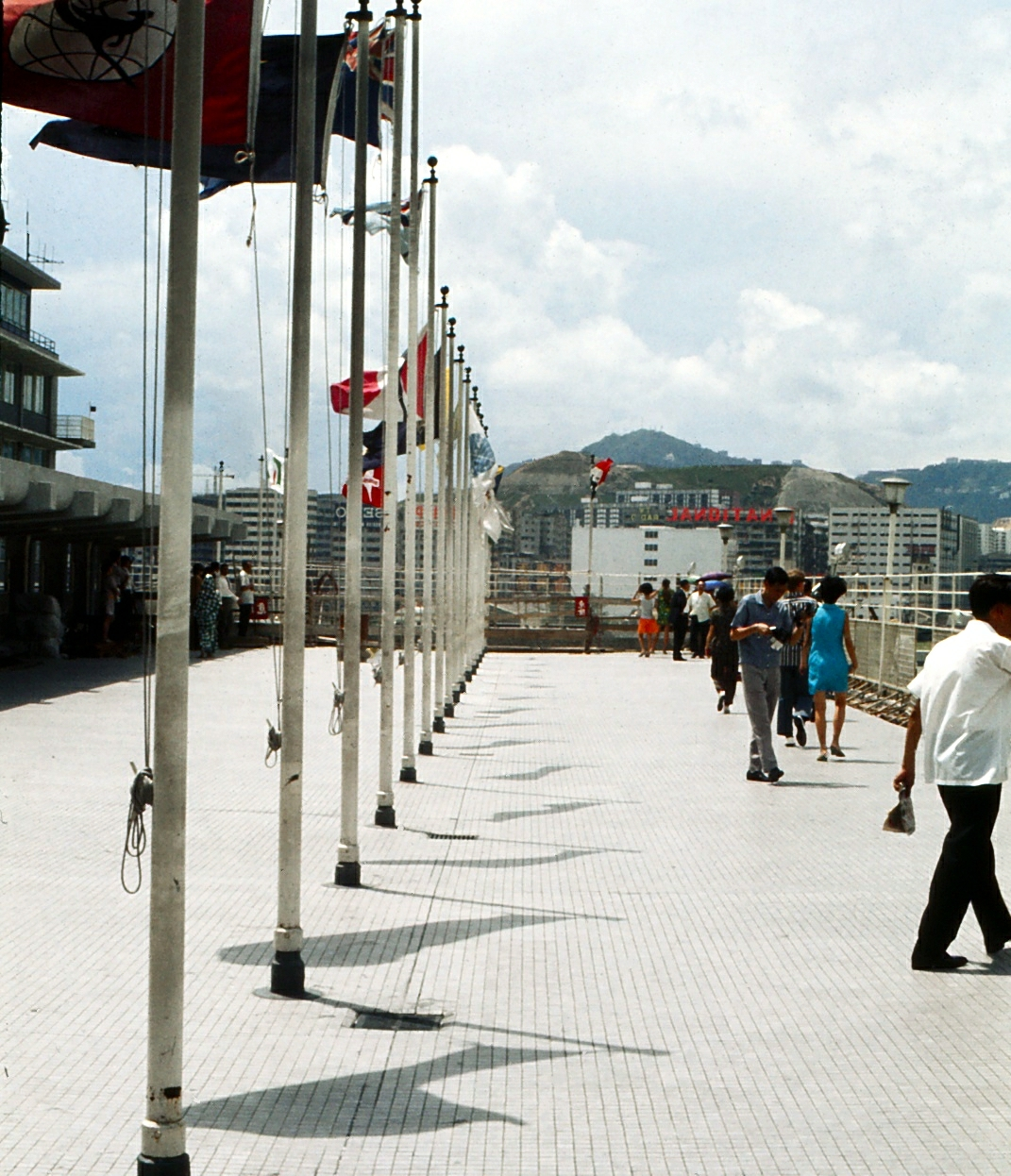
1971年新客運大樓觀景台

1946年5月1日，民航處成立，專責管理香港的航空服務至今。同年，香港政府展開尋找新的機場選址的計劃，並初步選定了新界屏山及港島赤柱，但後來兩個選址分別因政治及成本問題，皆被否決。最後，政府於1954年在利氏家族的投資底下將啟德發展成國際機場。
1950年，政府收回清水灣道（彩虹道）西北地段，用以加長13/31跑道。擴建工程亦包括以混凝土掩蓋該地段的啟德明渠，以便跑道得以跨越明渠，工程於翌年1月完成，於2月初開放使用，跑道因而與清水灣道交匯成平交道。1950年代初韓戰期間，香港成為聯合國軍的後勤基地之一，大批英美軍事人員和軍機軍艦等進出香港，例如曾有美軍飛艇在維多利亞港上降落。當時啟德機場亦設有碼頭供乘坐飛艇或水上飛機的抵港旅客上岸。當時啟德機場候機室及導航等設備簡陋，新型噴射客機無法起降，除緊急情形外機場也未具備夜間升降功能。
1952年起，港府開始計劃擴建機場，主要工程包括填海建造一條長2,194米、從九龍灣伸延至維多利亞港的新跑道來取代舊的跑道，最終建成使用至啟德機場關閉為止的13/31跑道。工程於1955年展開，九龍灣填海工程於1958年9月完成，跑道於9月12日正式啟用:29。工程把啟德機場南移，原有跑道一部份被改建成停機坪，北面的部份則興建了新蒲崗工業區及太子道東，位於太子道東以北的舊跑道成為房屋協會廉租屋啟德邨及黃大仙徙置區巴士總站以及街道，並以「着陸」為諧音命名為「爵祿街」，而建於鑽石山大磡村側的一座皇家空軍飛機庫則沒有被拆卸。1959年，跑道燈光系統啟用。

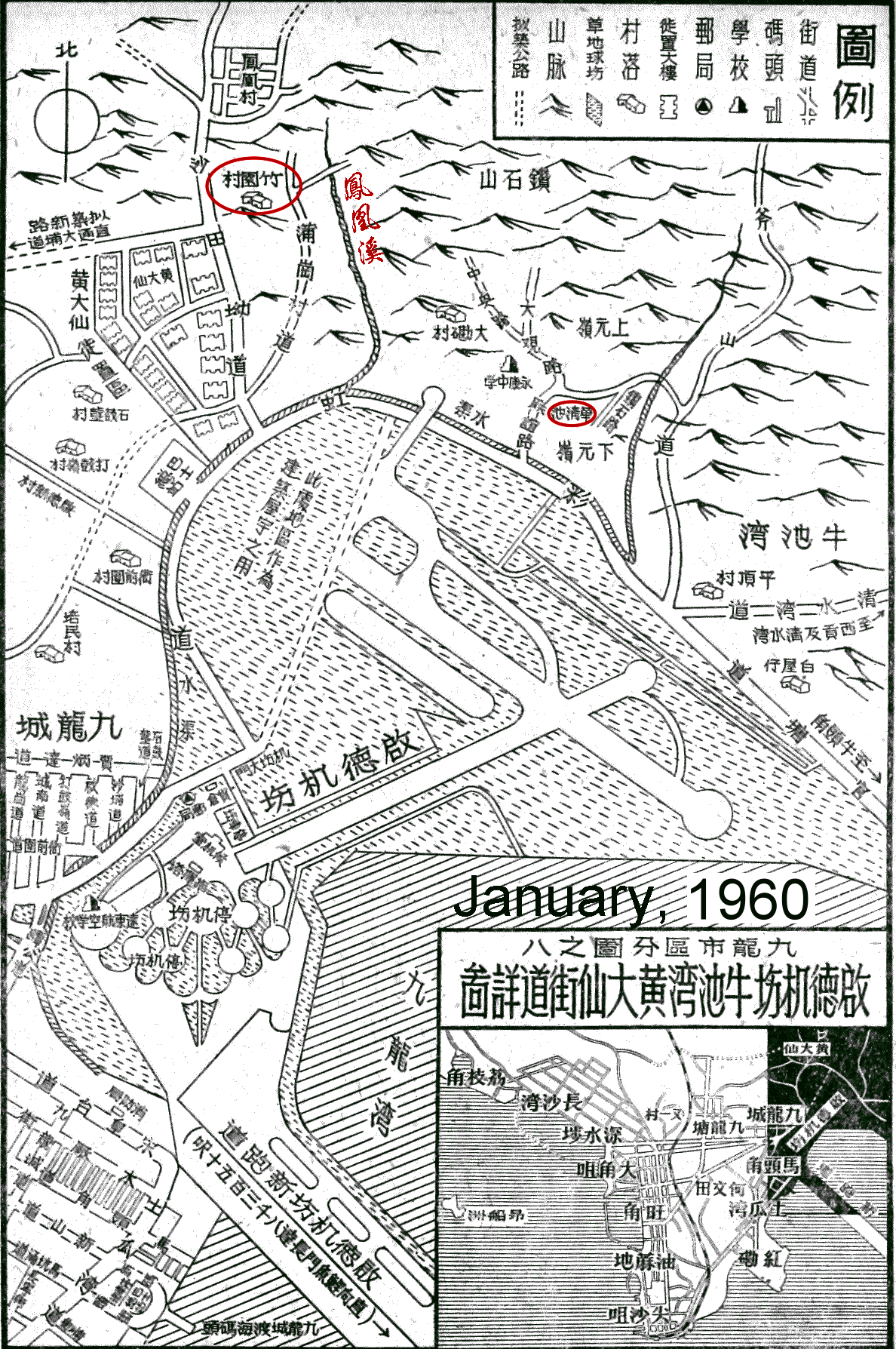
1960年啟德機場、牛池灣及黃大仙街道圖，可見當時的新跑道及兩條舊跑道的殘餘部分。舊13/31跑道及07/25跑道原本分別延伸至圖中黃大仙徙置區巴士總站（橫越清水灣道（彩虹道））及遠東航空學校位置。

1962年11月2日，啟德機場新客運大樓及停車場落成並投入使用，控制塔亦遷至新客運大樓，而舊有的客運大樓則在1965年拆卸。1970年，跑道擴展成2,541米，以應付新一代大型噴射客機的需要。同年4月11日，首班波音747定期航班降落啟德機場，由泛美航空營運:93。1974年1月7日，機場裝置進場儀表導航系統，讓飛機在惡劣天氣下亦能在13跑道降落，機場使用量大幅增加。跑道在1975年進行填海工程延長至3,390米，當時有31家航空公司在香港經營。
1976年5月12日，機場貨運站正式啟用，由布政司羅弼時爵士主持揭幕儀式；設於筆架山及柏架山的二次監察雷達亦開始於該年至1978年間被應用，以加強管制航空交通。同年11月5日，可作超音速飛行的協和式客機首次在啟德機場降落，翌日協和客機經新加坡再度抵港進行正式訪問。當年啟德機場的客運量為400萬人次。1978年3月，駐港皇家空軍將總部遷往石崗機場，把啟德皇家空軍基地的用地交由港英政府擴建機場及興建啟業邨。1979年3月，皇家香港輔助空軍在啟德機場建成的新總部由總督麥理浩主持開幕。

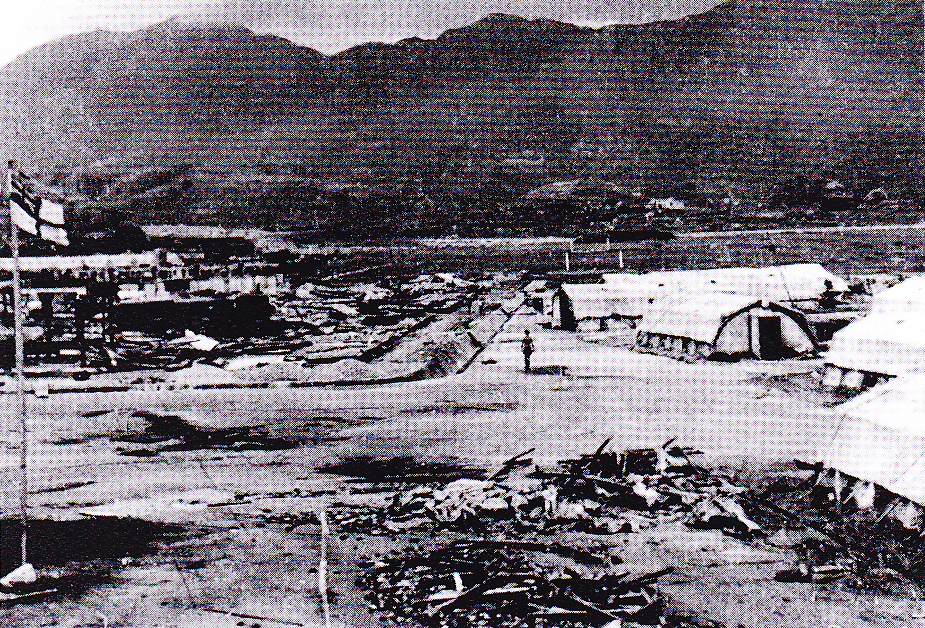
1946年颱風英格瑞吹襲過後的啟德機場
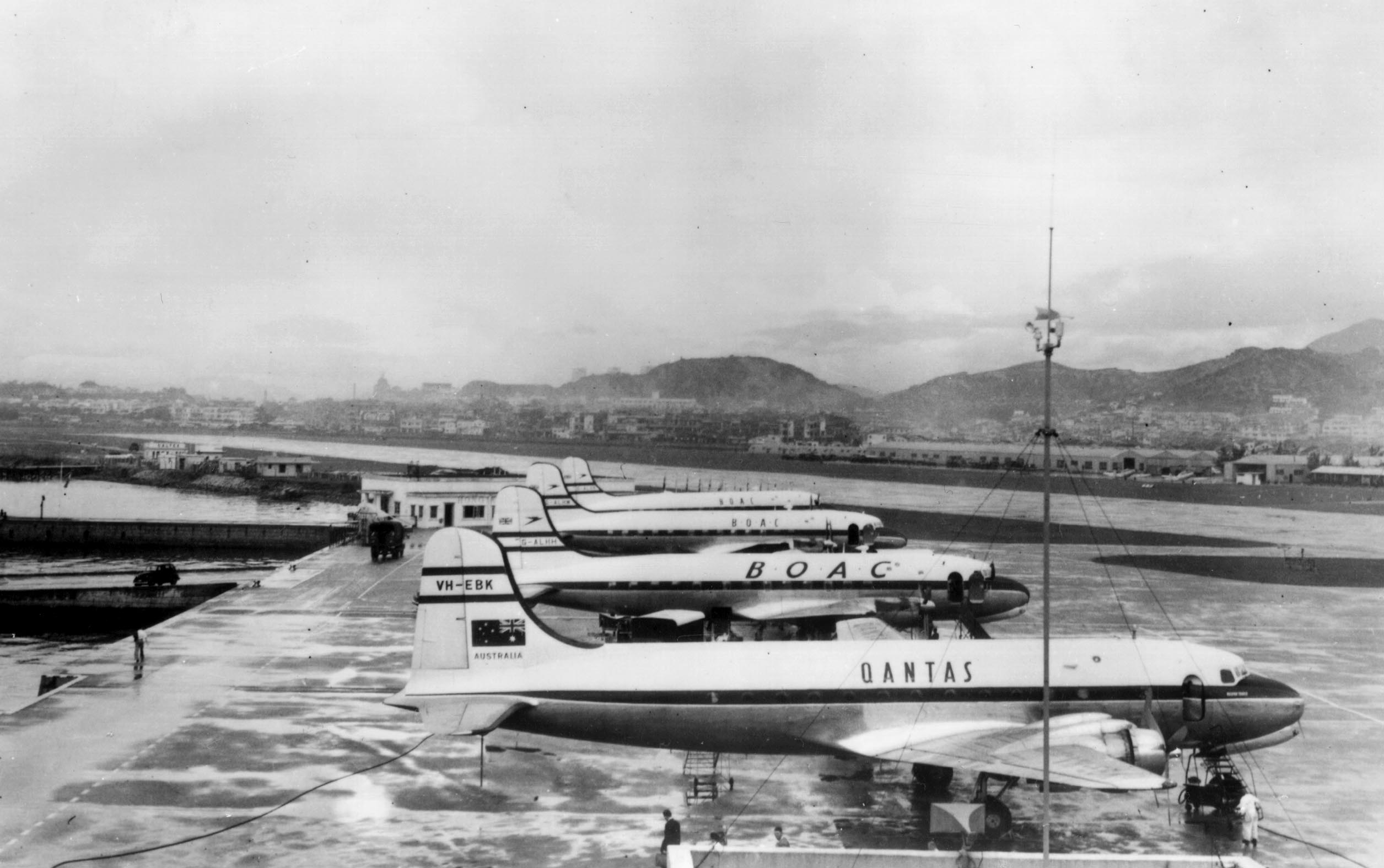
1958年的啟德機場
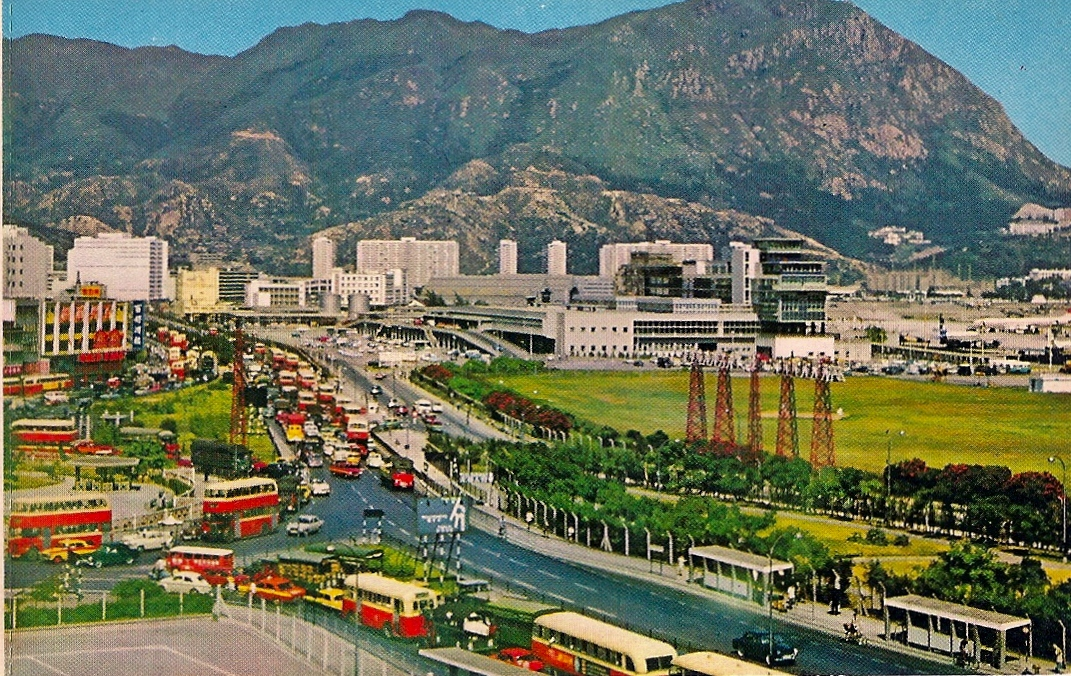
1960年代的啟德機場
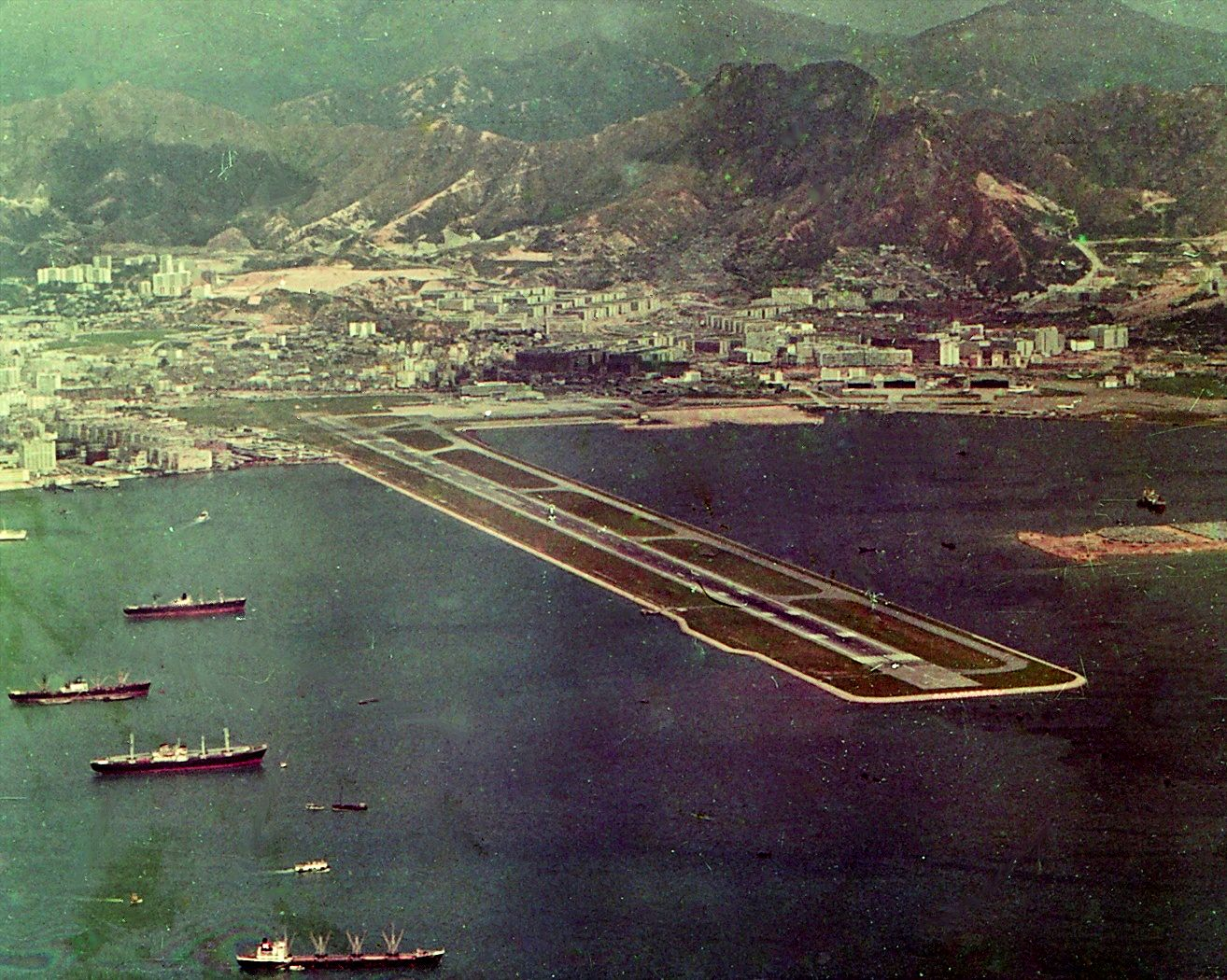
1971年的啟德機場跑道
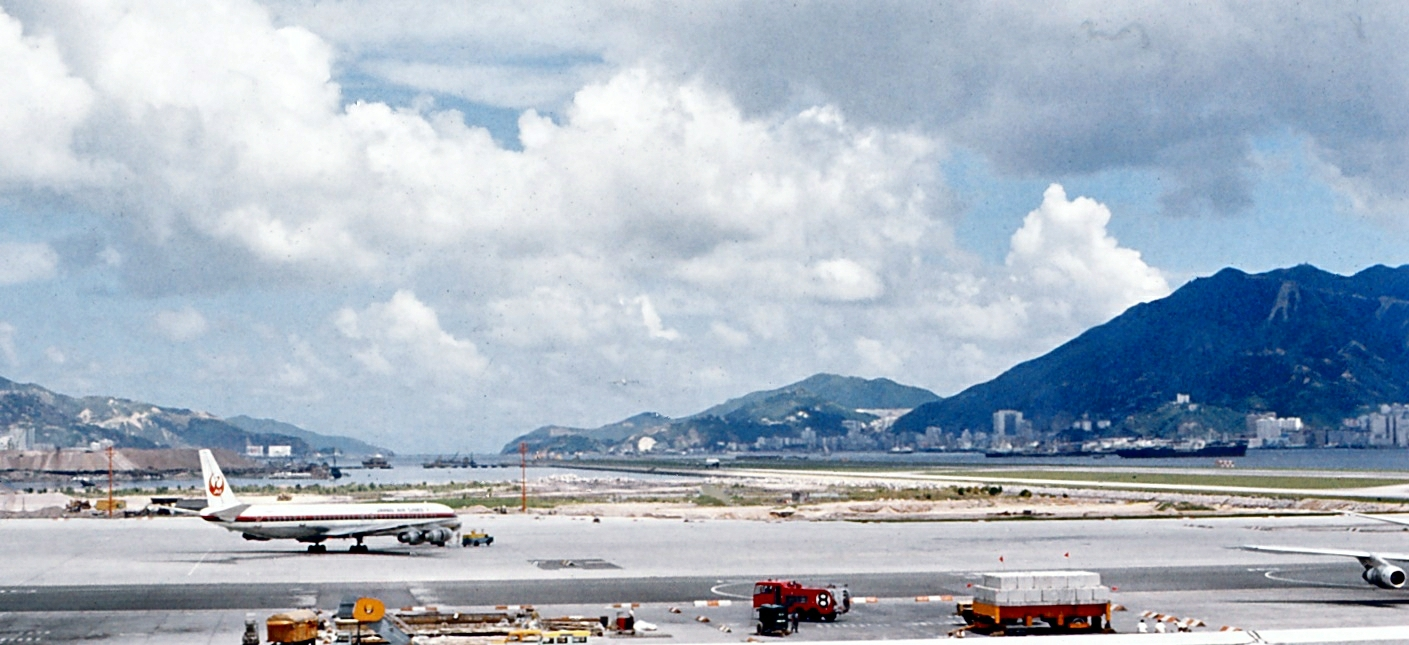
1971年的啟德機場停機坪

### 1980年代以後

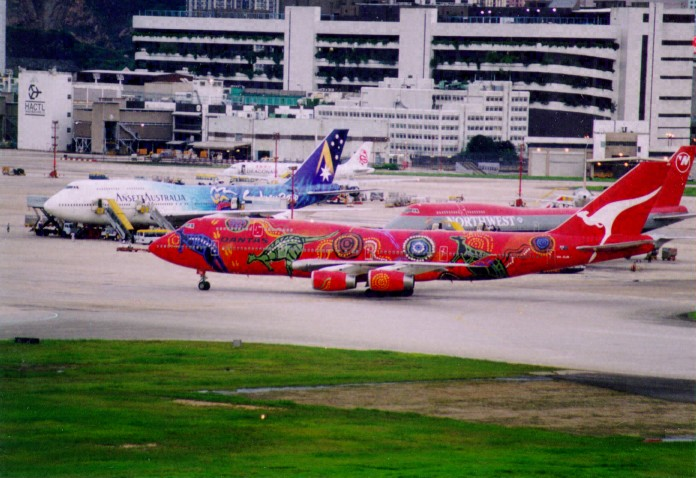
1998年啟德機場停機坪，圖中紅色客機為澳洲航空的「Wunala Dreaming」

1982年，機場客運大樓第四期擴建工程完成。同年富豪機場酒店開業，成為唯一在啟德機場附近的酒店。1998年機場搬遷後易名富豪啟德酒店，後又改名為富豪東方酒店。1984年，二號貨運站正式啟用，每年可處理達150萬公噸空運貨物量。
1986年，啟德機場的全年客運量首次突破1000萬人次。1987年，政府繼續擴建和改善啟德機場，以在新機場有定案前提高旅客容量。1988年，機場客運大樓第五期擴建及跑道工程一併完成，每年可處理1800萬人次的旅客量，機場入境管制亦全面實施電腦化。
1990年，港府啟動香港機場核心計劃，又名玫瑰園計劃，其中包括在赤鱲角興建新機場，即現在的香港國際機場，但啟德的擴建工程仍未停止。政府亦把原位於啟德機場側、新蒲崗對面的警察會俱樂部、香港警察學院及球場遷走，興建東面停機坪。擴建工程於1992年完成，此次擴建多提供了1個商務飛機的停泊區及4個波音747-400飛機的停機位。南面停機坪的擴建則在1994年完成，為波音747飛機額外提供了11個停機位。擴建後每年可處理2400萬人次的旅客量，亦是啟德機場最後一次大型擴充工程。
1996年，啟德機場在國際客運量方面，位居全球最繁忙機場的第三位，旅客量達2950萬人次；而在國際貨運吞吐量方面則為156萬公噸來自世界各地的貨品，是為全球首位。

## 搬迁

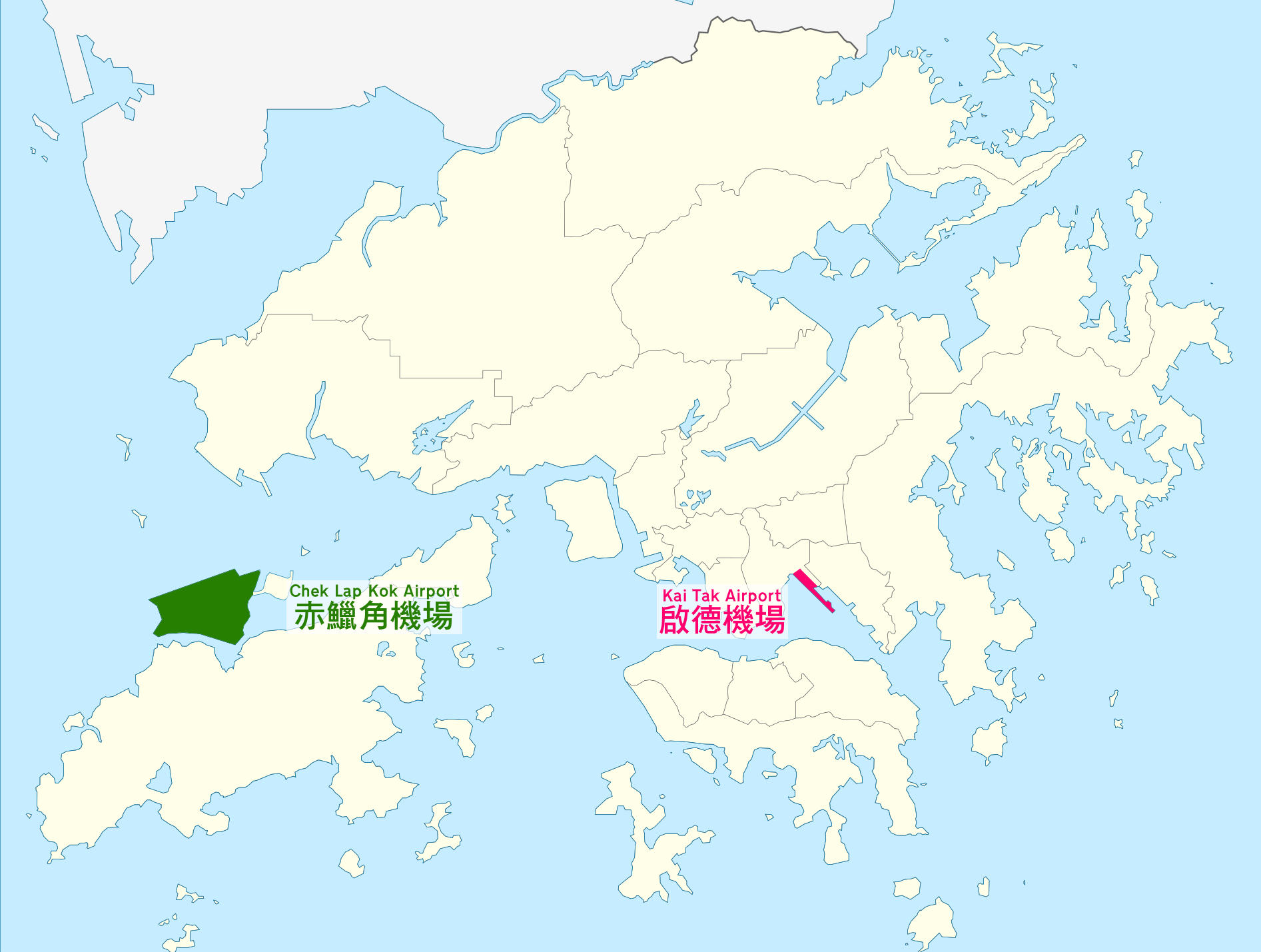
赤鱲角機場和啟德機場的位置圖

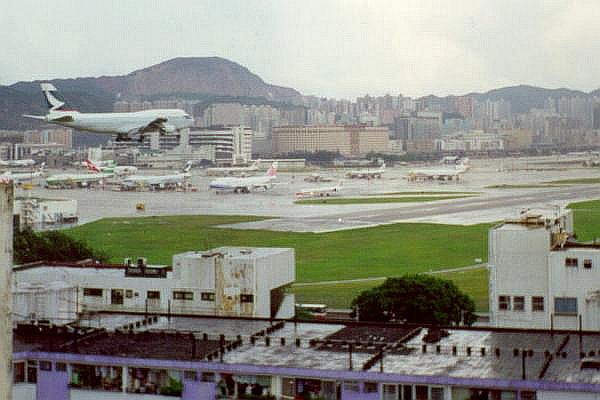
國泰航機降落情景，圖下紫色樓宇為真善美邨

香港空運及客運增長迅速，啟德機場在1990年代的設計乘客量為每年2,400萬，但它關閉前的實際客量卻達到2,800萬，再加上150萬公噸貨物，以國際客運量屬全球第3，貨運更達全球第1。设施方面，啟德機場只有一條跑道，平均每小時要升降班機達36次，繁忙時間接近每分鐘一班，已是安全考慮下之極限。而且，跑道與滑行道距離過近，任何意外都可能令機場癱瘓；航道之下為人口密集的住宅區，遇上嚴重意外時後果堪虞。
早期的啟德機場和住宅區相距還比較遠，但隨着住宅區和機場不斷擴展，機場的位置和住宅區變成只被太子道一街之隔。到了1980年代，啟德四周已經再無發展空間。啟德用盡各種方法，在有限的土地上擴展至65個停機位，當中只有8個直接靠在客運大樓旁。機場無論是起降時間、停機位等都到使用的極限，航空公司要開設從香港到新目的地的航班也比較難。
1970年代初期，政府已經就機場發展進行研究，考慮在香港境內各個地方興建新機場的可能，直到1978年決定選址於赤鱲角。1980年代末，商人胡應湘亦曾經建議在南丫島及大嶼山之間以人工島方式興建機場。基於當時香港的前途因為主權問題未見明朗，因此沒有落實興建方案，而改為盡量擴建啟德以暫時容納需求，直至1990年方才決定興建新機場，選址大嶼山西北面的赤鱲角，並於新機場建成後關閉啟德機場。

### 关闭

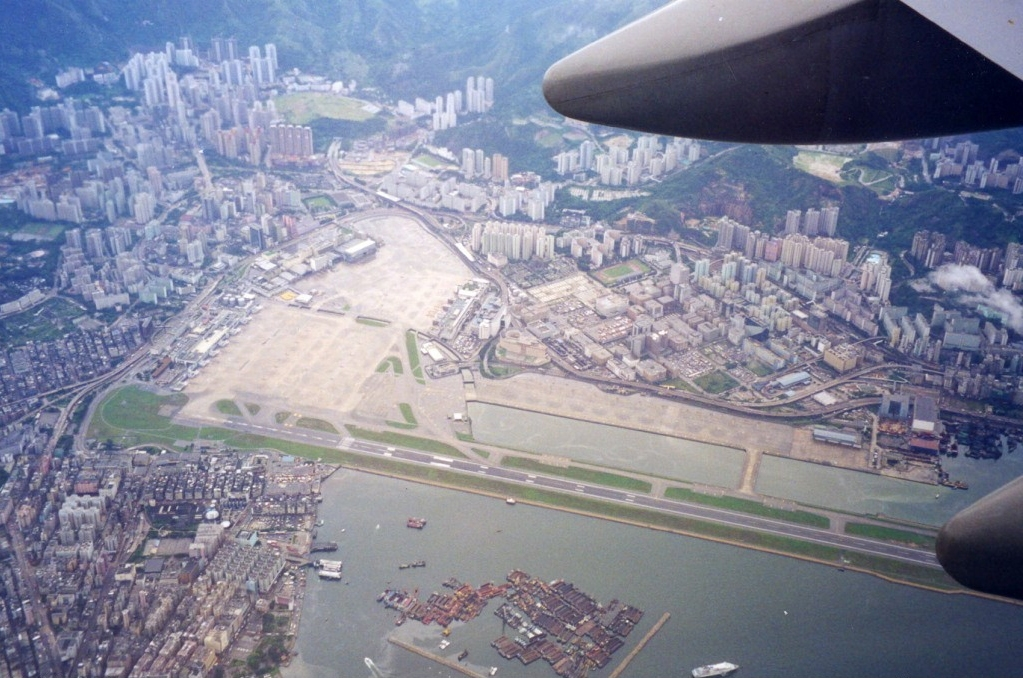
關閉當天（7月6日）早間的啟德機場，拍攝自巴黎飛往香港的CX260號班機

1998年7月5日晚上，香港啟德國際機場終於結束73年的歷史任務。最後一班在啟德國際機場降落的航班，為當晚11時38分由重慶江北国际机场抵港的港龍航空KA841號班機（A320-200）；而最後一班在啟德國際機場起飛的定期航班，則是7月6日深夜0時02分起飛，從香港啟德國際機場前往倫敦希斯路機場的國泰航空CX251號班機（B747-400），從啟德機場起飛的最後一架飛機則是於7月6日凌晨1時05分起飛，從啟德機場調機至赤鱲角機場的國泰航空3340號班機（A340-300）。
最後一班航機飛離啟德國際機場後，機場的搬遷計劃全速進行，所有停泊在啟德國際機場的29架飛機全部飛往新機場赤鱲角機場。當所有飛機都離開了啟德國際機場後，當時的政務司司長陳方安生，民航處處長施高理（Richard Siegel），利氏家族成員在啟德國際機場控制塔內主持了機場跑道關燈儀式。1時16分55秒，處長施高理以「Goodbye Kai Tak, and thank you!（再見啟德，謝謝你！）」作告別之話，按動按鈕熄滅跑道全部燈光，正式替啟德國際機場歷史畫上句號。機場客運大樓離境及接機大堂則由警員進行清場，而部份可在新機場使用的設備亦通宵搬運到赤鱲角。7月6日早上6時30分，機場完成遷移，新香港赤鱲角國際機場正式開始運作。7月10日，原為保障啟德國際機場航道安全而訂立的建築物高度限制正式撤銷，九龍區的建築物高度不再受到限制。最後一批設備於8月5日全數撤離。

### 既有設施改裝

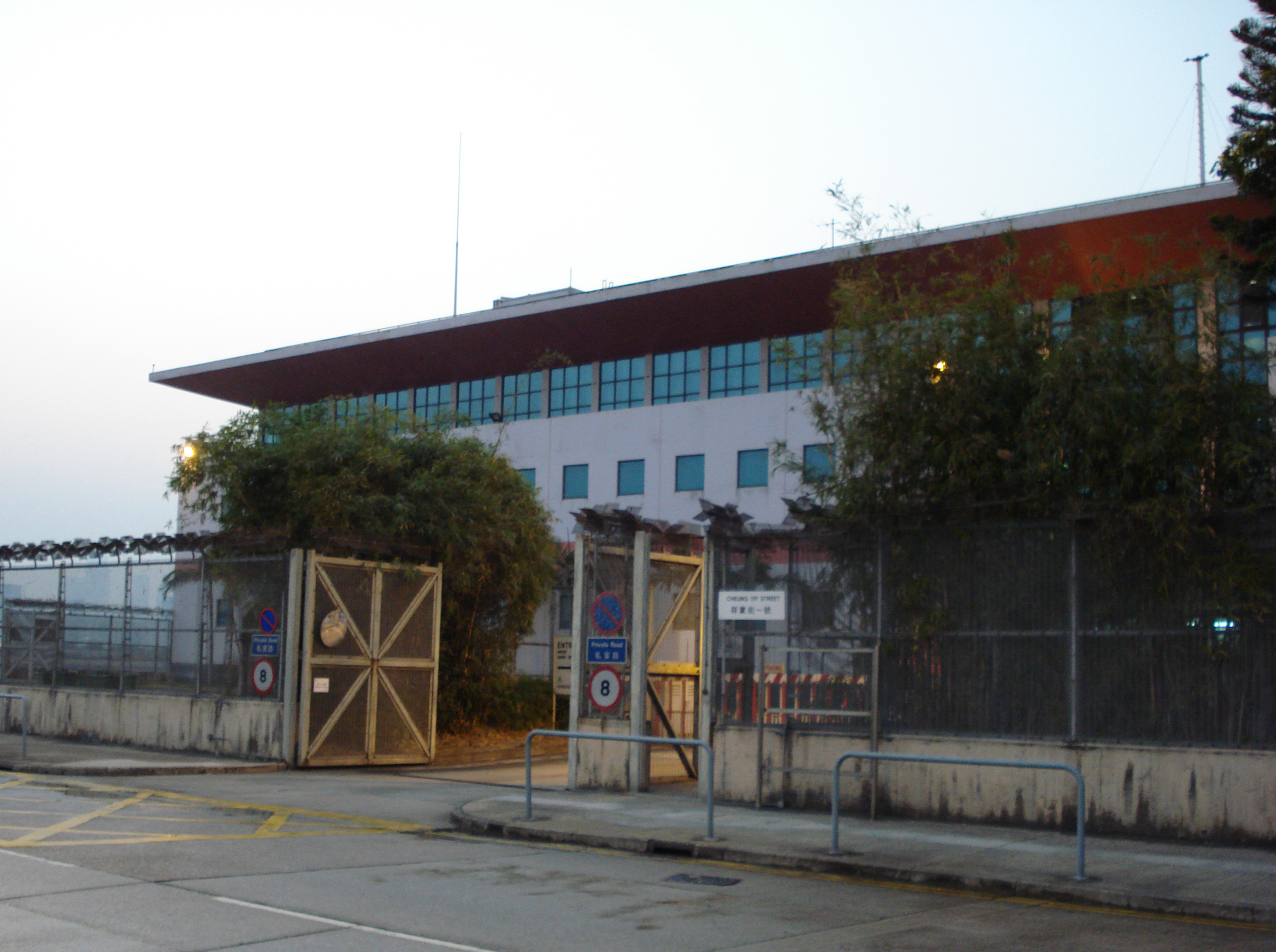
前政府飛行服務隊總部，曾改作多個紀律部隊共用的行動基地

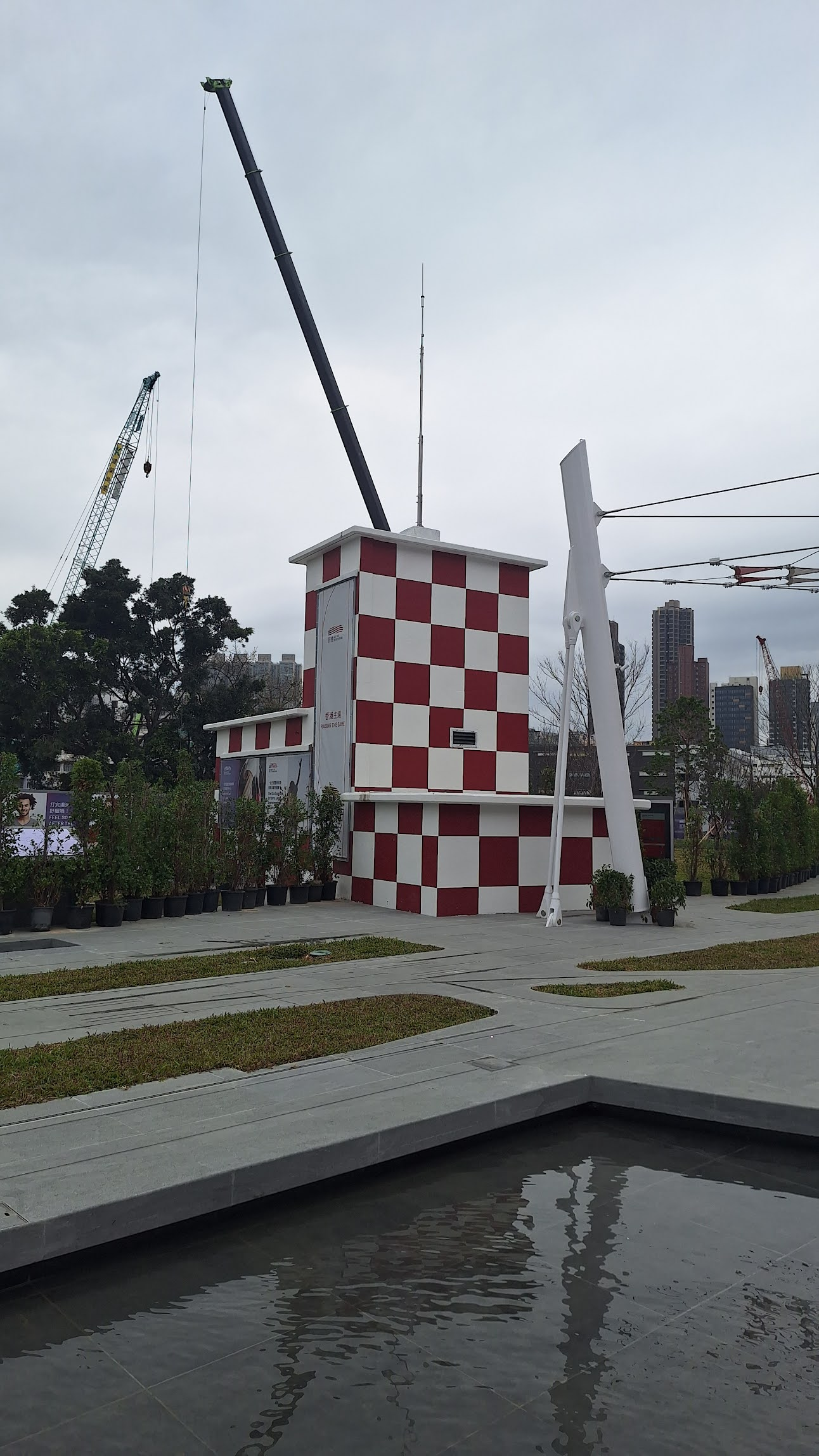
前精密進場着陸雷達站，位於啟德體育園美食海灣

啟德國際機場關閉後，機場客運大樓並未立即拆卸，而是改作庫務署九龍城辦事處，並易名為啟德政府大樓。客運大樓的出境大堂則以短期租約形式作商業用途，成為汽車展銷廳、電影拍攝場地、小型賽車場、士碌架撞球場地、遊戲機中心、保齡球場等，另官員及貴賓候機室「紫荊堂」亦曾由教會租用作社區服務中心。啟德機場的跑道及停機坪等露天地方，則作為高爾夫球場、燒烤場、「大笪地」跳蚤市場及一些大型活動，如嘉年華及風箏比賽等的舉辦場地。啟德機場的跑道也可以使用為遙控飛機的跑道。
1998年10月26日，政府開始在啟德國際機場北停機坪的3個位置清拆建築物，並開始除污工程，清除跑道地底下面積約11公頃的有毒油污。這些油污是長年累積的飛機燃料滲入地底而造成的，除污工程是香港有史以來規模最大的同類項目。工程於2001年完工。客運大樓、停車場，以及接駁富豪東方酒店與客運大樓的行人天橋最後在2003年12月至2004年1月期間拆卸，而原來連接太子道東東行線和客運大樓平台的兩條行車天橋則保留，後來用作伸展進啟德區，並與協調道連接。同時，以下機場設施獲保留並改變用途：
- 機場客運大樓指揮塔－原件保留，將來覓地重建
- 機場警署－改作警務處啟德行動基地，後拆卸並重建為新東九龍總區警察總部暨牛頭角分區警署
- 富豪機場酒店－易名為「富豪啟德酒店」繼續經營（其後再易名為「富豪東方酒店」）
- 空運二號貨站（1991年落成）－改建為機電工程署總部大樓
- 着陸雷達站－成為啟德體育園美食海灣的一部分
- 政府飛行服務隊總部大樓－改作多支紀律部隊共用的行動基地，後於2014年拆卸，正重建為啟德醫院
- 位於祥業街的機場雷達站－暫時保留，並交由海事處使用，及後其功能由位於啟德郵輪碼頭公園的導航雷達塔取代，後於2016年10月拆除，地底興建東南九龍T2主幹道的隧道，地面為啟德醫院地盤範圍[34]
- 兩座機場消防局－暫時保留（位於啟福道的前機場消防總局，於2008年被焚毀[35]，至2020年因與T2主幹道擬的隧道結構抵觸而拆卸；而鄰近啟德郵輪碼頭的則略經修葺，並將於2019年下半年改建為水上活動中心）
- 位於承啟道與宋皇臺道交界的車庫（第一代機場消防局）－暫時保留，曾放置無人認領的違泊單車及電單車，及後於2021年因南機坪區域基建工程而拆卸
- 第三滑行道橋－保留，加建上層行人及行車通道後命名為啟德橋，2013年5月18日局部通車，2019年12月30日下午2時全面通車，翌年正式刊憲正名為「啟德橋道」

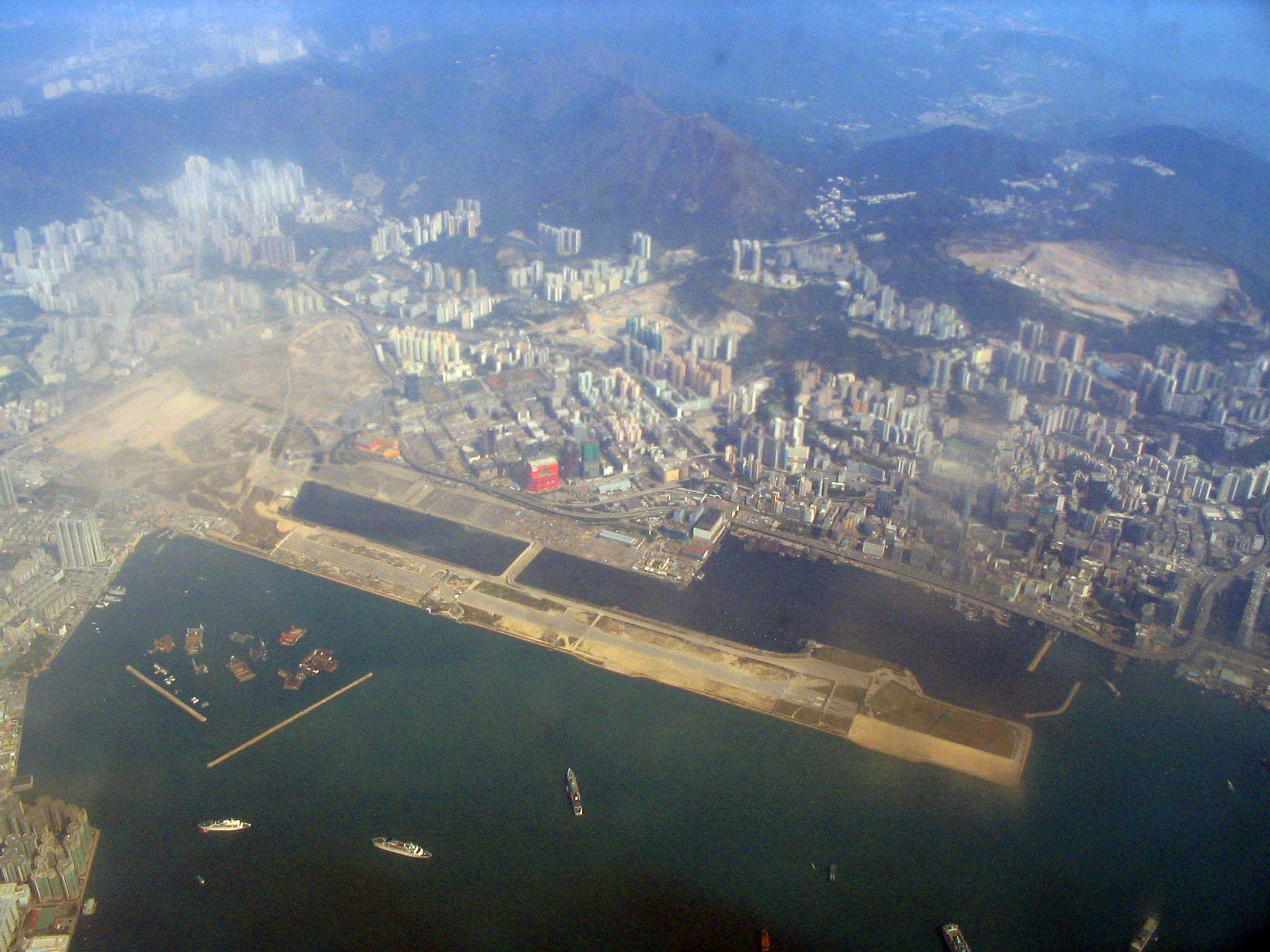
鳥瞰啟德機場（2007年）
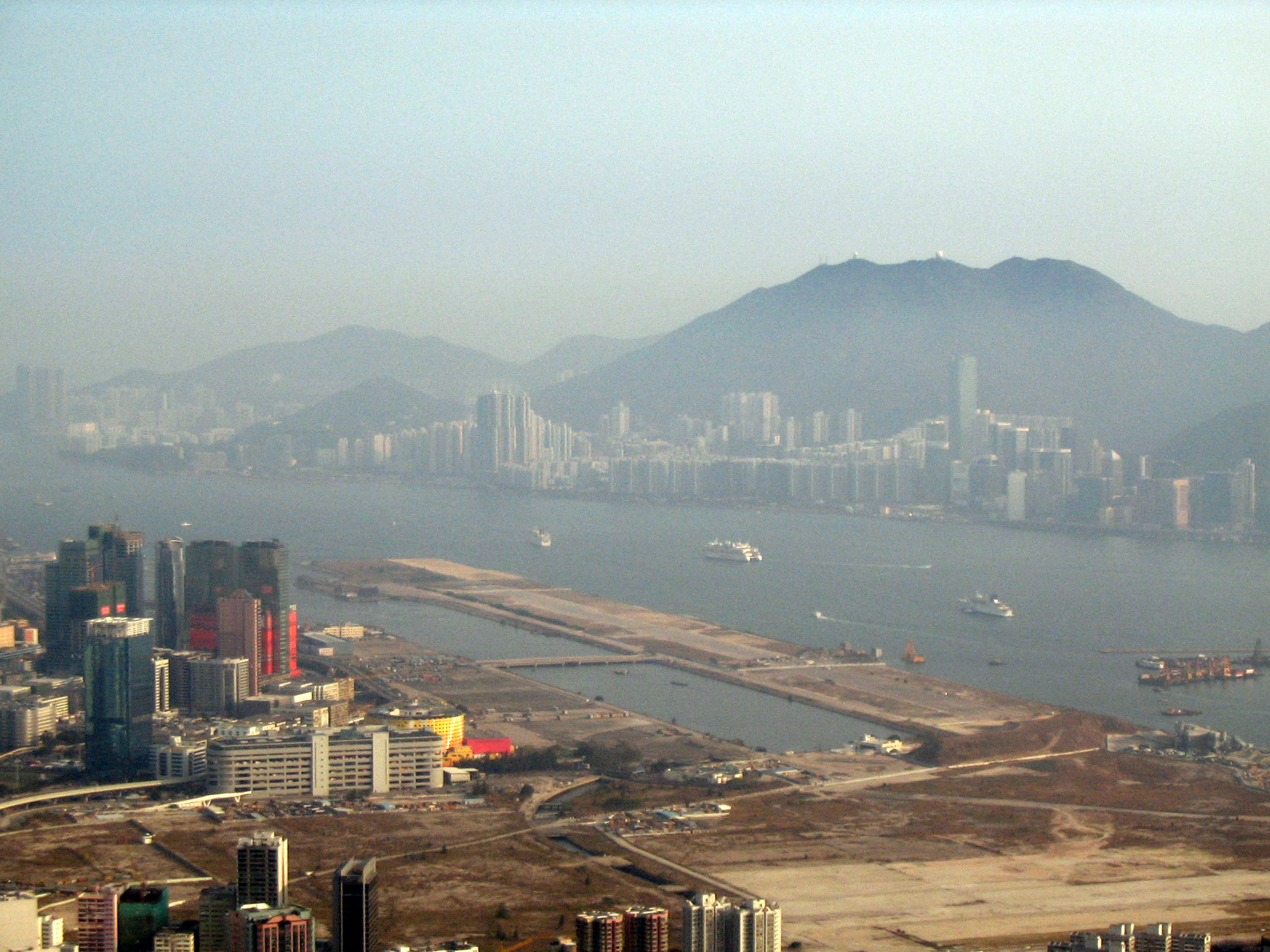
從獅子山遠眺啟德機場（2008年）
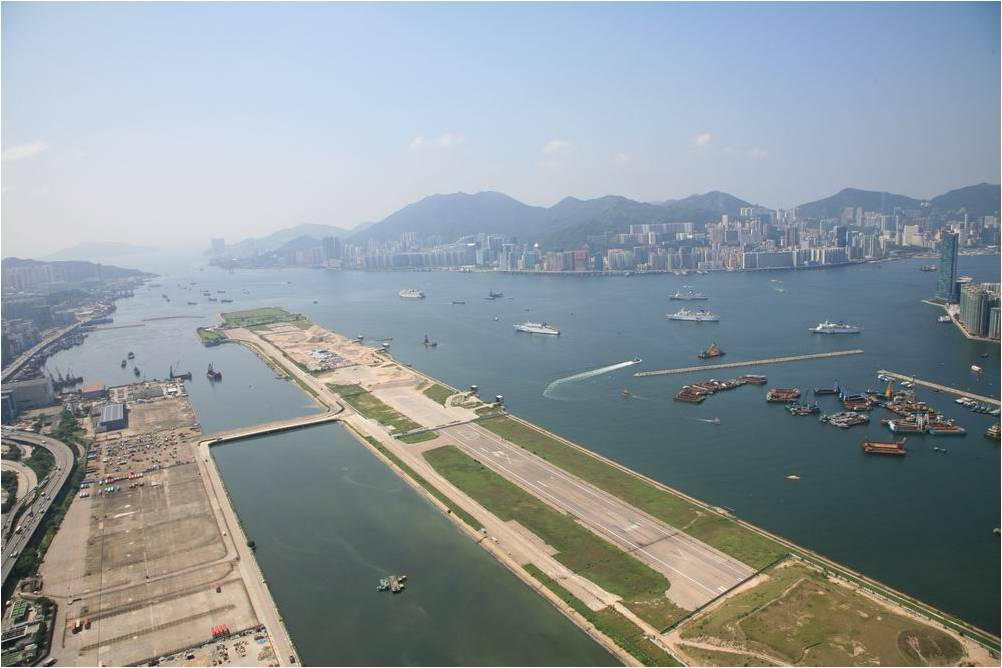
啟德機場跑道（2009年）
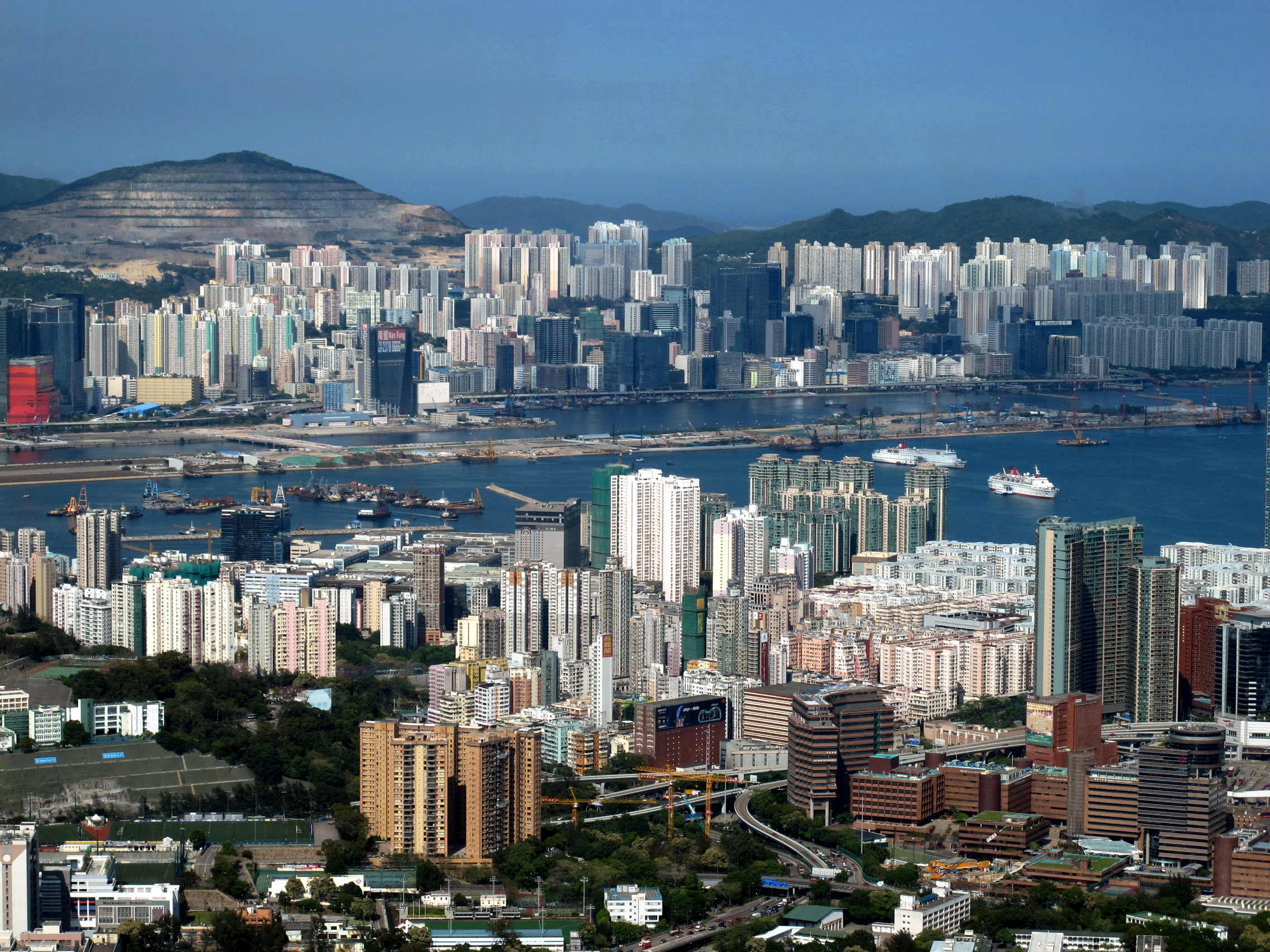
啟德機場跑道（2011年）
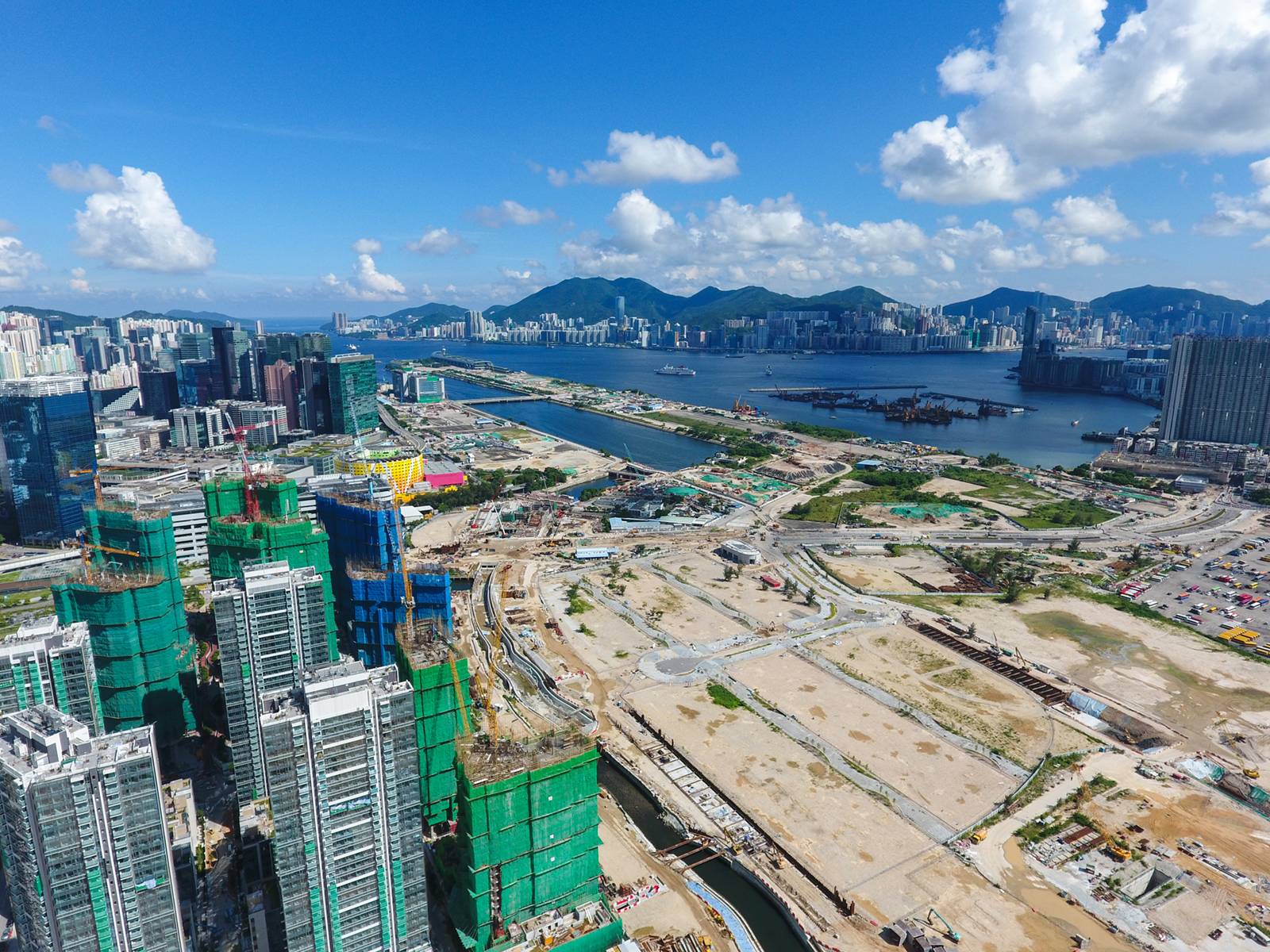
啟德機場跑道（2017年）
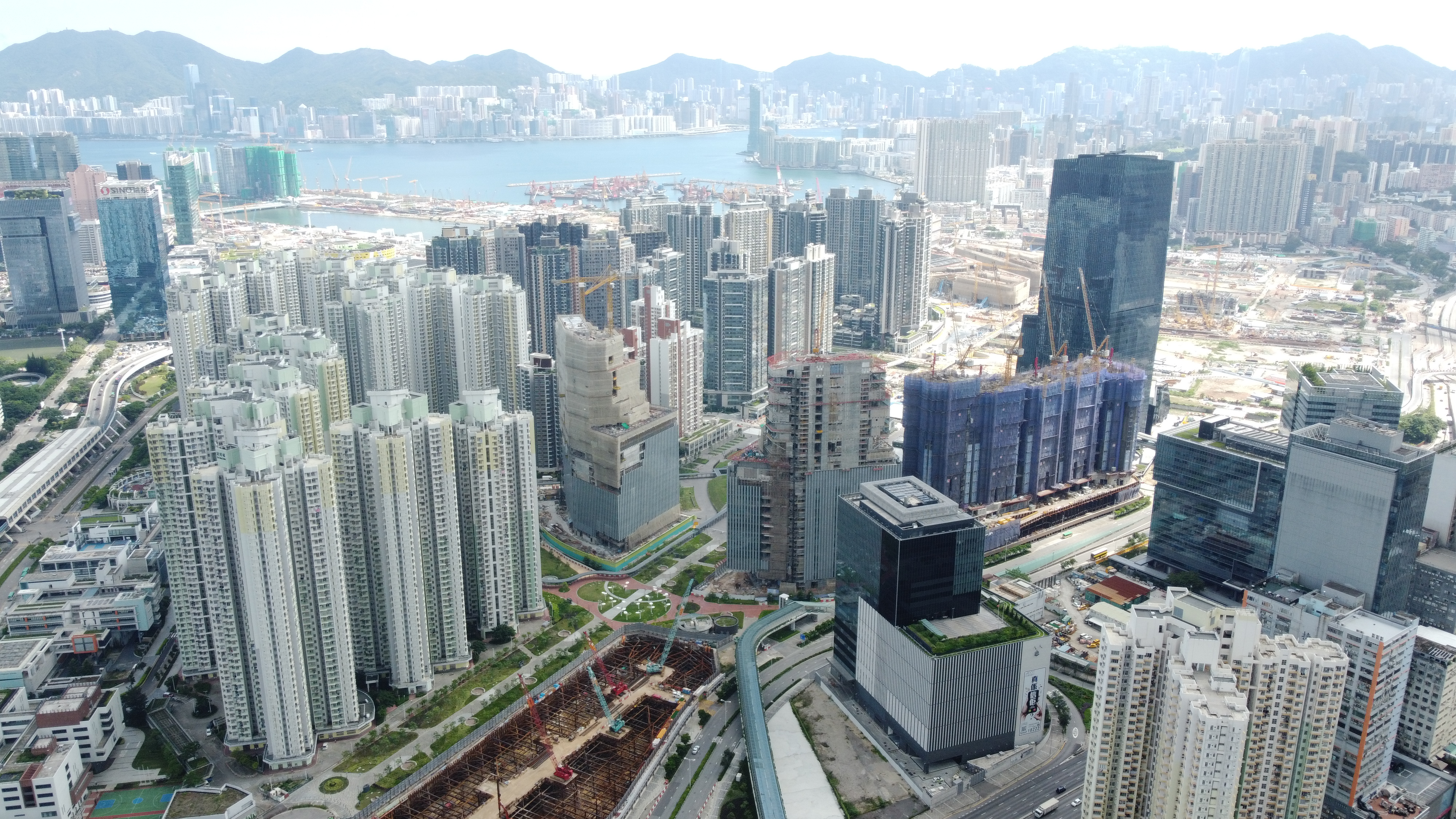
2022年

## 机场设施

啟德機場平面圖

啟德機場平面圖（啟德體育園版本）

啟德機場位於香港市區之內，九龍半島東岸，維多利亞港之濱。機場範圍以外是九龍城鬧市，三面環山。機場北面及東北面約10公里外的山高度達2,000英尺（600）；東面的山距離跑道更只有5公里。機場南面是維多利亞港，而海港外不足10公里之處，則又是香港島上1,700英尺（520）左右的高山。只有機場的西面、以及跑道東南方向對正的鯉魚門峽角沒有高山阻擋。1946年起，啟德機場由香港政府屬下民航處直接管理及營運。

### 客運
客運是啟德機場最主要的功能。啟德機場啟用後設有一座較簡陋的客運大樓。1962年新客運大樓及停車場落成，並於1965年拆卸舊客運大樓。新客運大樓經多番擴建，使用至1998年關閉為止。
啟德機場客運大樓分為上下兩層。上層為離境大堂，設有航空公司登記櫃枱及多塊自動翻牌式航班顯示板；禁區內則設有入境處出境櫃位，保安檢查設施及免稅品店。離境大堂中央部份有一條通往上層瞭望台的樓梯，該處成為不少團體出發前拍攝團體照片之地。離境大堂上一層設有多家食肆，當中美心集團經營美心閣酒樓及弁慶壽司，另設有「世界之窗」自助快餐店。離境大堂亦設有一個小型綜合宗教祈禱室。
客運大樓下層為接機大堂，大堂設有麥當勞快餐店及找換店等設施，並有通道通往南面大樓外的有蓋的士站及機場巴士站。下層禁區內設有入境處入境檢查櫃位及多條行李輸送帶。客運大樓側設有停車場，並有通道通往行人隧道連接九龍城，及行人天橋連接富豪機場酒店（今富豪東方酒店）。
經過多番擴充後的啟德機場，關閉前共有32個登機門；當中只有8個連接登機橋，主要供大型客機如波音747使用。使用其他登機門的乘客需要步行至地面轉乘連接巴士，到戶外之停機坪，再使用樓梯登機。
客運大樓頂層設有瞭望台，在1960年代至1979年，送機人士可在瞭望台觀看親友登上飛機。啟德機場的控制塔設於客運大樓頂層最高位置，可俯瞰整個機場停機坪及跑道的情況。

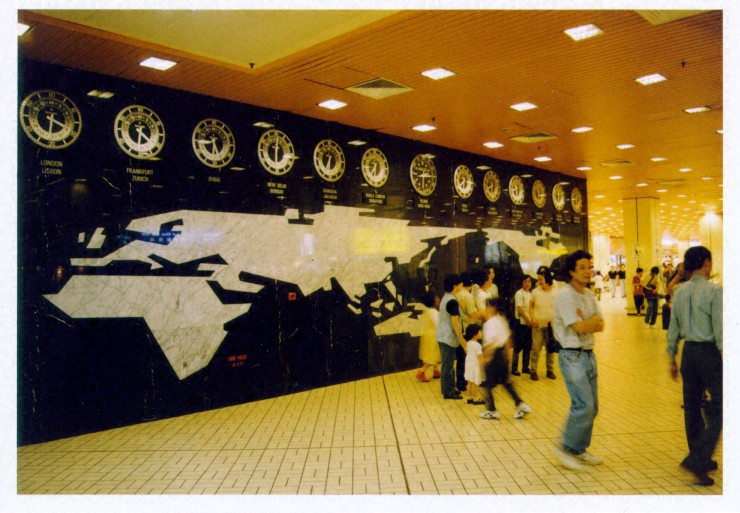
離境大堂牆上有世界地圖和顯示大城市時間的時鐘
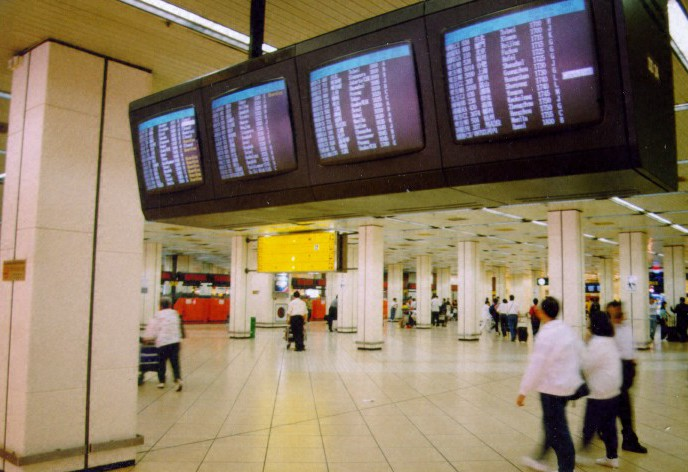
啟德機場客運大樓離境大堂
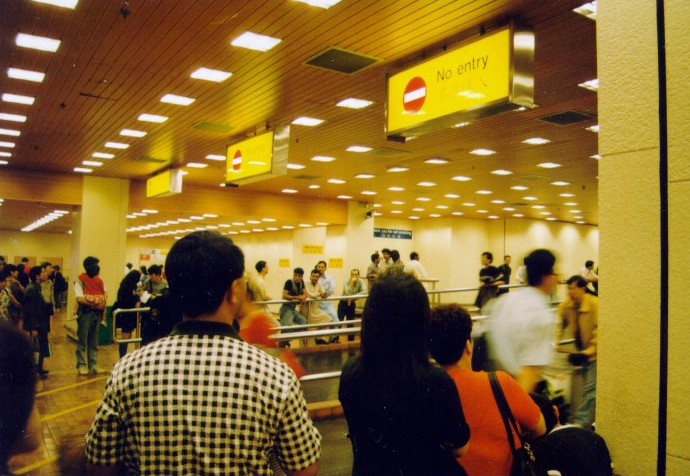
啟德機場客運大樓接機大堂

### 貨運
除客運外，貨運亦是啟德機場的另一主要用途，對香港的貿易及製造業帶來不少貢獻。啟德機場設有兩個空運貨站，首個貨運站於1976年5月落成，第二期擴建在1984年4月落成；第二空運貨站則建於九龍灣，於1991年3月落成，全部由香港空運貨站有限公司經營，並在香港政府的專利協議下營運。1993年香港空運貨站處理的空運量超過100萬公噸，處理能力屬全球最高，理貨失誤率卻是全球最低之一。1997年，香港空運貨站的年處貨量已超過150萬公噸。貨運站位於機場東北面近九龍灣，即今MONACO、嘉匯等私人住宅的位置。

### 飛機維修
1950年代起由香港飛機工程公司獨家提供飛機維修服務。香港飛機工程公司除了提供運轉過程中的小維修外，亦提供機體、引擎定期檢修，以及機身內部改裝等服務。維修設施位於機場北面近新蒲崗，即今工業貿易大樓、稅務中心及AIRSIDE的位置。

### 13/31跑道

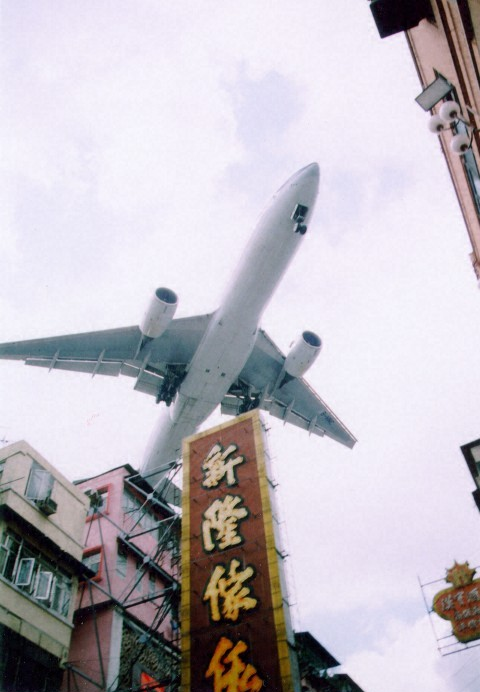
1998年一架於啟德機場作最後進場的波音777飛越九龍城區樓房上空

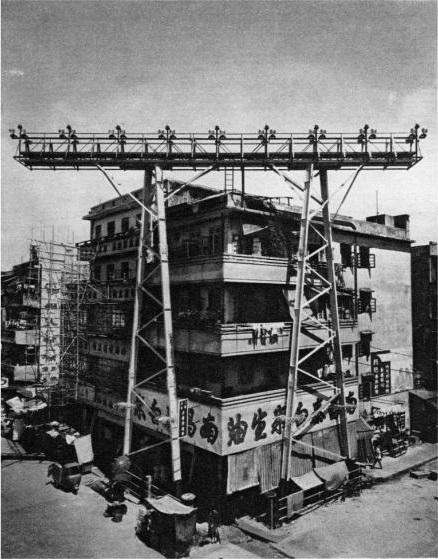
1962年九龍城市區內的進場燈，位於衙前圍道與侯王道交界

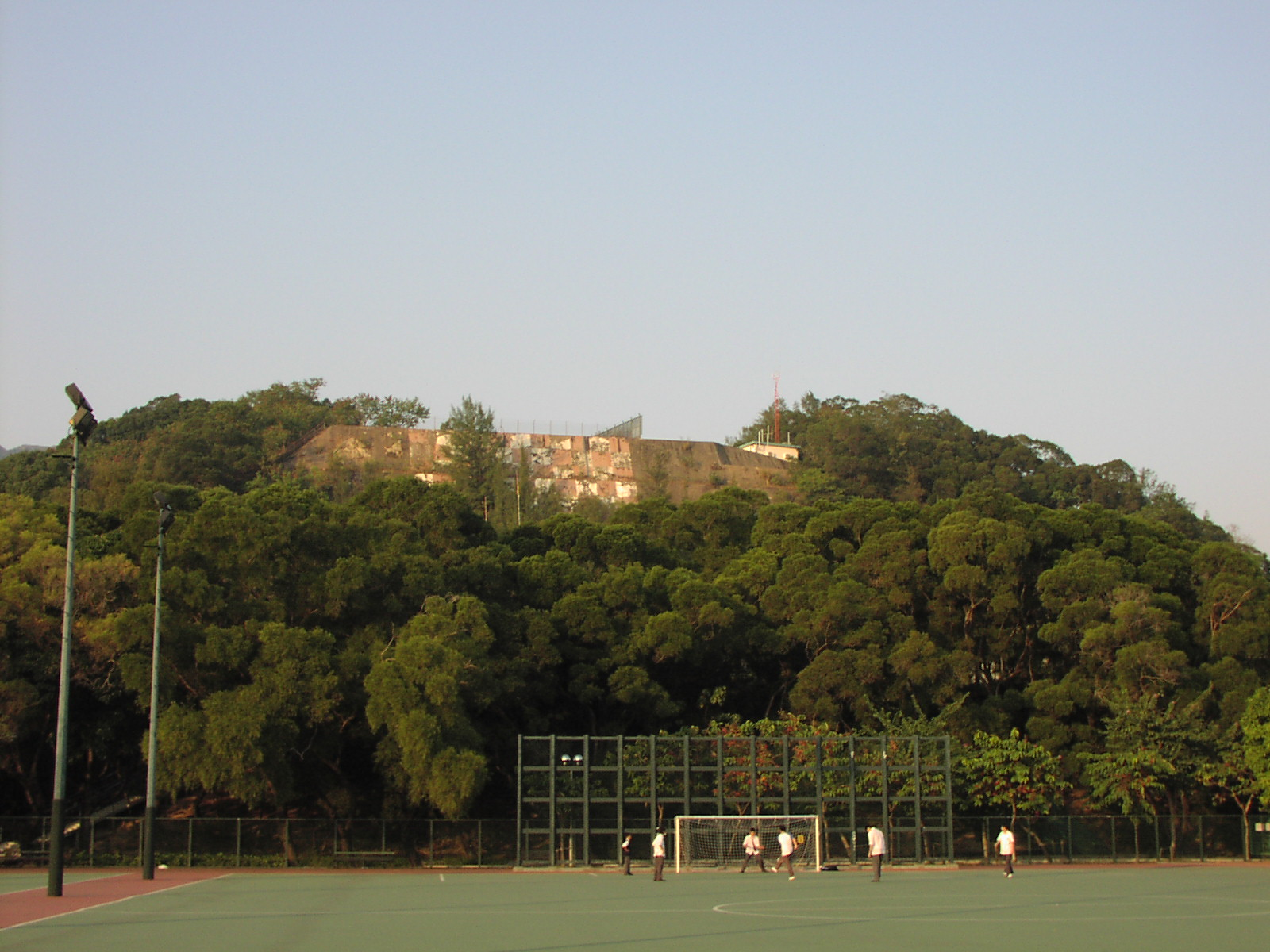
位於九龍仔公園附近的格仔山是引領航機進場的導航設施

啟德機場只有一條伸入維多利亞港內的跑道，在九龍灣填海而成。方向分別為136°及316°，所以名為「13跑道」及「31跑道」。13跑道選擇建造的方向，主要是由於其東南方向的鯉魚門沒有高山阻擋。13/31跑道曾多次加長，機場關閉前長度為3,390（11,120英尺）。在跑道與東面觀塘之間有一條狹窄的水道相隔，而跑道的盡頭就是高山和民居。
由於香港的盛行風為東風，使用13跑道降落的機會比31跑道為多。要在13跑道降落，飛機先從長洲附近向西（航向270°）飛行並開始下降，繞過大嶼山西端轉向東北（航向45°），然後在大嶼山沙螺灣以北改向東（航向88°）進場，通過龍鼓水道及維多利亞港西部，並於現今的凱樂苑位置進入建築密集的西九龍上空。13跑道的這段向東航程至五边前自1974年起設有儀錶導航系統輔助
當飛機到達九龍仔格仔山附近，機師目视格仔山上的巨型紅白方格后，就要把飛機右轉47°，對準伸進海港的跑道五边着陸。格仔山在九龍仔公園附近的小山崗上，塗以紅白兩色，晚間以燈光照明。飛機在這裡轉彎時高度不足1,000英尺（300），離着陸點更只有1.4海里（2.6）。
由於地理環境的局限，令飛機升降啟德頗具挑戰性，再加上機場附近因山多而經常出現风切变，使啟德機場有「世界十大危險機場」之稱。不過，亦由於同樣理由，使航空公司通常都只會派具豐富經驗的機師駕駛前往香港的航班，所以機場營運以來，絕少發生大型空難事故。除外，其独特的机场地理环境甚至成為日本航空管制遊戲《我是航空管制官》的招牌，被稱為傳說中的機場，認為抵港時的急迴旋降落非常有魅力。對機上的乘客、特別是坐在機艙右邊靠近窗邊的乘客而言，飛機降落時就恍如是飛錯了航道一樣。可以感覺到飛機與地面距離越來越近，地面位於深水埗及旺角的擠迫街道、多層樓房及行人已一一清楚可見，但前方卻未見跑道蹤影。後來兩旁的建築物似乎快要撞到機翼，有時更可以清楚看見民居內的電視畫面、或天台上晾曬衣物的顏色。此時飛機正在九龍城上空轉彎，跑道也正在前方出現。數秒以後，起落架已接觸到陸地，飛機已降落在海港中央的跑道。對居住在航道之下的九龍城居民而言，飛機降落時會非常貼近他們的居所，故他們經常戲言只要站在大廈天台即可以晾衣的竹竿將飛機「擊落」。
飛機從31跑道向九龍城方向起飛則是另一奇觀。當飛機向鯉魚門方向滑行至跑道末掉頭準備起飛時，機師眼前只有前方數以千計的高樓大廈和海拔1,300英尺（400）高的獅子山和筆架山。飛機剛起飛的時候，機師便要將爬升不久的飛機轉向西飛，以免直撞山。31跑道因受到九龍城樓宇的限制，故實際滑行距離比13跑道短，對航機起飛爬升率的要求亦更高。因此，原定由13號跑道起飛、載滿乘客、貨物和燃料、並達到最大起飛重量的航機，如果在起飛前因風向改變而需要改用31號跑道，就需要返回泊位、卸掉部份貨物以維持較高的爬升力。
啟德機場位於市中心，部份導航及雷達設施需要建於市區之內。除了九龍仔格仔山及九龍仔公園外，13跑道的飛機進場導航燈建於衙前圍道43號樓宇的天台上，該幢樓宇曾開設屬漢寶集團的漢年酒樓，該樓宇已於2012年拆卸，現時已經改建成金‧御門。在九龍灣海旁觀塘繞道側亦設有一座塔型圓形雷達。

## 結束營運前的客運航點
| 航空公司              | 目的地 |
| --------------------- | --- |
| 國泰航空              | 大中華地區：北京-首都、上海-虹橋、台北-桃園、台北-松山 亞洲：東京-成田、東京-羽田、大阪-關西、大阪-伊丹、名古屋、札幌-新千歲、福岡、首爾-金浦、新加坡-樟宜、新加坡-巴耶利峇、梳邦、檳城、雅加達-克馬腰蘭、雅加達-哈林帕達納克蘇瑪、雅加達-蘇加諾-哈達、登巴薩/峇里、馬尼拉、宿霧、曼谷-廊曼、巴林 大洋洲：悉尼、墨爾本、布里斯班、珀斯、阿德萊德、凱恩斯、奧克蘭、莫爾茲比港 歐洲：倫敦-希斯洛 、倫敦-蓋特威克、巴黎-戴高樂、巴黎-奧利、法蘭克福、阿姆斯特丹、羅馬-菲烏米奇諾、蘇黎世 北美洲：安克拉治、紐約-甘迺迪、洛杉磯、溫哥華 非洲：約翰尼斯堡 |
| 港龍航空              | 大中華地區：北京-首都、上海-虹橋、廈門、南京-大校場、南京-祿口、寧波、长沙-大托铺、長沙-黃花、成都-雙流、重慶-白市驛、重慶-江北、大連、青島-流亭、桂林-两江、桂林-奇峰岭、海口-大英山、杭州-筧橋、天津、西安-咸陽、西安-西關、昆明、高雄 亞洲：福島、仙台、亞庇、古晉、布吉、金邊、達卡 |
| 中國民航              | 北京-首都、成都-雙流、廣州、杭州-筧橋、昆明、上海-虹橋、上海-江灣、上海-龍華、天津、西安-咸陽、西安-西關 |
| 中國國際航空          | 北京-首都、大連、瀋陽、太原、天津 |
| 中國東方航空          | 福州-長樂、福州-義序、杭州、寧波、上海-虹橋 |
| 中國南方航空          | 北京-首都、廣州、昆明、揭陽、汕頭、廈門、鄭州-東郊、鄭州-新鄭 |
| 中國北方航空          | 長春、哈爾濱、瀋陽、三亞 |
| 中國西南航空          | 成都-雙流、重慶-白市驛、重慶-江北 |
| 中國西北航空          | 西安-咸陽、西安-西關 |
| 廈門航空              | 福州-長樂、福州-義序、泉州、武夷山、廈門 |
| 上海航空              | 上海-虹橋 |
| / 中國航空            | 重慶-廣陽壩、昆明-巫家壩、臘戍、仰光、成都-鳳凰山、樂山、瀘州、宜賓、桂林 |
| 歐亞航空              | 北京（經停河南）、涼州（經停烏魯木齊）、上海（經停蘭州）、上海（經停滿洲里） |
| 中華航空              | 台北-桃園、台北-松山、高雄、曼谷-廊曼、雅加達-克馬腰蘭、雅加達-哈林帕達納克蘇瑪、雅加達-蘇加諾-哈達、梳邦、新加坡-樟宜、新加坡-巴耶利峇 |
| 長榮航空              | 台北-桃園 |
| 華信航空              | 台北-桃園 |
| 大日本航空            | 廣州、台北-松山 |
| 日本航空              | 東京-成田、東京-羽田、大阪-關西、大阪-伊丹、名古屋、福岡、鹿兒島、沖繩、曼谷-廊曼、新加坡-樟宜、新加坡-巴耶利峇 |
| 日本亞細亞航空        | 東京-成田、大阪-關西、名古屋-中部、台北-桃園、台北-松山、高雄 |
| 全日本空輸            | 東京-成田 |
| 大韓航空              | 首爾-金浦、釜山、台北-桃園 |
| 韓亞航空              | 首爾-金浦 |
| 新加坡航空            | 曼谷-廊曼、檀香山、三藩市、新加坡-樟宜、新加坡-巴耶利峇、台北-松山、台北-桃園 |
| / 馬來西亞-新加坡航空 | 吉隆坡-新邦、吉隆坡-梳邦、新加坡/加冷、新加坡-巴耶利峇、新加坡-實裡達、台北-松山 |
| 馬來西亞航空          | 亞庇、吉隆坡-梳邦、檳城、台北-松山、台北-桃園 |
| 汶萊皇家航空          | 汶萊 |
| 泰國航空              | 曼谷-廊曼、首爾-金浦、台北-松山、台北-桃園、東京-成田、東京-羽田 |
| 暹羅航空              | 曼谷-廊曼 |
| 越南航空              | 西貢 |
| 越南航空              | 河內、胡志明市 |
| 嘉魯達印尼航空        | 雅加達-克馬腰蘭、雅加達-哈林帕達納克蘇瑪、雅加達-蘇加諾-哈達 |
| 菲律賓航空            | 馬尼拉、宿霧 |
| 格蘭德航空            | 馬尼拉、蘇比克灣 |
| 柬埔寨皇家航空        | 金邊 |
| 柬埔寨航空            | 金邊 |
| 印度航空              | 曼谷-廊曼、德里、名古屋、大阪-關西、東京-羽田、東京-成田 |
| 巴基斯坦國際航空      | 卡拉奇 |
| 孟加拉航空            | 達卡 |
| 皇家尼泊爾航空        | 加德滿都 |
| 卡塔爾航空            | 多哈 |
| 阿聯酋航空            | 曼谷-廊曼、馬尼拉、杜拜 |
| 海灣航空              | 阿布達比、巴林 |
| 以色列航空            | 塔什干、特拉維夫 |
| 澳洲航空              | 曼谷-廊曼、馬尼拉、布里斯班、悉尼、墨爾本 |
| 澳洲安捷航空          | 悉尼 |
| 新西蘭航空            | 奧克蘭 |
| 紐幾內亞航空          | 馬尼拉、莫爾茲比港 |
| 密克羅尼西亞大陸航空  | 關島、塞班 |
| 諾魯航空              | 諾魯 |
| 帝國航空              | 湛江、檳城 |
| 英國航空              | 阿布達比、巴林、曼谷-廊曼、孟買、科倫坡、倫敦-希斯洛、馬尼拉、東京-羽田、東京-成田 |
| 英國海外航空          | 曼谷-廊曼、孟買、加爾各答、達爾文、德里、岩國、卡拉奇、馬尼拉、上海-虹橋、新加坡-巴耶利峇、東京-羽田 |
| 英亞航空              | 倫敦-希斯洛、台北-桃園 |
| 維珍航空              | 倫敦-希斯洛 |
| 英國金獅航空          | 杜拜、倫敦-格域 |
| 法國航空              | 曼谷-廊曼、孟買、馬尼拉、巴黎-戴高樂、巴黎-奧利、台北-松山、台北-桃園 |
| 法亞航空              | 大阪-伊丹、巴黎-戴高樂、台北-桃園 |
| 義大利航空            | 曼谷-廊曼, 羅馬-菲烏米奇諾、東京-羽田 |
| 馬丁航空              | 阿姆斯特丹 |
| 荷蘭皇家航空          | 阿姆斯特丹 |
| 北歐航空              | 阿姆斯特丹 |
| 瑞士航空              | 曼谷-廊曼、孟買、喀拉蚩、馬尼拉、蘇黎世 |
| 勞達航空              | 曼谷-廊曼、維也納 |
| 漢莎航空              | 曼谷-廊曼、法蘭克福、喀拉蚩、東京-成田 |
| 俄羅斯航空            | 莫斯科-多莫傑多沃、莫斯科-謝列梅捷沃 |
| 全祿航空              | 莫斯科-多莫傑多沃、聖彼得堡 |
| 泛美航空              | 巴林、曼谷-廊曼、孟買、登巴薩/峇里、法蘭克福、伊斯坦堡-阿塔圖爾克、卡拉奇、倫敦-希斯洛、洛杉磯、德里、紐約-甘迺迪、三藩市、上海-虹橋、新加坡-樟宜、新加坡-巴耶利峇、東京-羽田、東京-成田 |
| 聯合航空              | 曼谷-廊曼、芝加哥-奧黑爾、德里、洛杉磯、紐約-甘迺迪、舊金山、西雅圖、新加坡-樟宜、東京-成田 |
| 西北航空              | 聖保羅、紐約-甘迺迪、西雅圖、首爾-金浦、東京-羽田、東京-成田 |
| 環球航空              | 曼谷-廊曼、關島、檀香山、三藩市、沖繩、洛杉磯 |
| 達美航空              | 安克拉治、洛杉磯 |
| 加拿大國際航空        | 曼谷-廊曼、馬尼拉、溫哥華 |
| 加拿大太平洋航空      | 東京-羽田、溫哥華 |
| 加拿大航空            | 溫哥華 |
| 拉圖航空              | 墨西哥城 |
| 里約格朗德航空        | 曼谷-廊曼、約翰尼斯堡、里約熱內盧 |
| 模里西斯航空          | 毛里求斯 |
| 南非航空              | 曼谷-廊曼、約翰尼斯堡 |

## 影响

### 噪音
噪音是啟德機場的一個重要環境問題，飛機升降帶來的噪音影響區域甚為廣泛，包括鄰近啟德機場的深水埗、九龍塘、九龍灣、九龍城、觀塘、旺角、以至港島東區。由於噪音問題，在深夜至清晨時間禁止航班升降，使啟德的航班起降數目設有一定上限。香港政府在1995年3月實施加強消減噪音措施，1995年11月，消減噪音措施再度加強。1997年6月則裝設飛機噪音及飛行航道監察系統、開設飛機噪音投訴熱線，以減低飛機噪音對居民的滋擾。。

### 樓宇高度限制
由於要遷就飛機起降航道，除法例指明之海峰花園、荔枝角焚化爐煙囪、畢架山花園、則仁中心及將軍澳華人永遠墳場骨灰龕大樓外，九龍大部分區域、部分港島東區及新界毗鄰九龍的部分區域的建築物高度受嚴格限制。因此，在受影響區域內的樓宇，往往會採用一些特別設計，以便在滿足有關限制下盡取地積比率（例如深水埗、黃大仙區有不少公共屋邨採用容易削減高度的相連長型、Y4型或和諧1A、3及3A型大廈；此外，如黃埔花園、杏花邨等鄰近機場的屋苑，會將天台機電設施下放至頂樓，但代價是頂樓單位居民需多走一層樓梯才能乘搭升降機）。

## 連接交通
啟德機場位於九龍區市中心，交通方便。政府沒有特別為啟德機場興建高速公路或鐵路，通往啟德機場的主要道路包括太子道、觀塘道、東九龍走廊及後期興建的觀塘繞道；太子道建有行人天橋及隧道連接機場。現在已經改稱為啟德隧道的機場隧道則穿過機場跑道之下而走，連接九龍灣與土瓜灣的交通。機場隧道內設有一個通往機場的出口，連接宋皇臺道及世運道，再通往客運大樓。

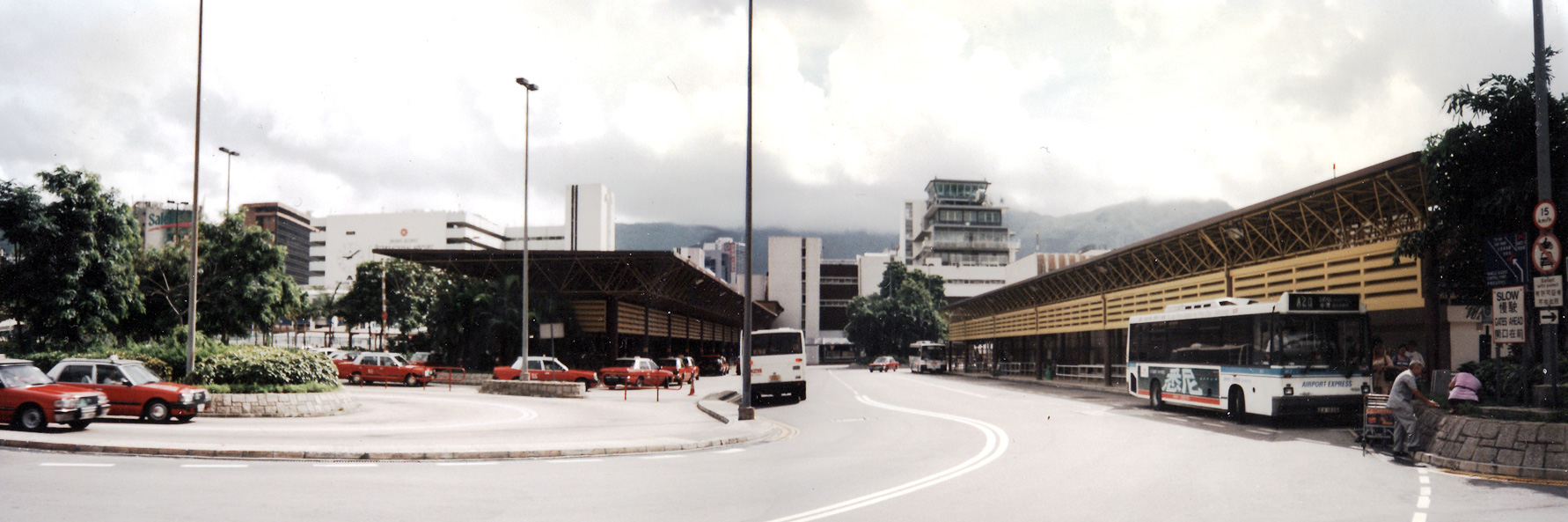
公共交通總站全景圖—左起：機場富豪酒店、啟德機場停車場、的士站、德高道、客運大樓及控制塔、機場巴士站

啟德機場內的多條道路名稱都和航空業相關，部份街道的英文名字來自飛機型號。除協調道及德高道外，其餘道路已因應啟德機場關閉而拆除，但一直至2015年地政總署才將以下道路除名。
- 機場二路
- 啟達道 Arrivals Road（連接機場大廈地面）
- 貨運道 Cargo Circuit（位於機場一號及二號貨運大廈外；二號貨運大廈現已改建作機電工程署總部大樓）
- 彗星道 Comet Drive（哈維蘭彗星型）
- 協調道 Concorde Road（協和飛機）
- 康維道 Convair Drive（美國飛行器製造公司－康維爾）
- 德高道 Dakota Drive（道格拉斯C-47達科塔）
- 啟揚道 Departures Circuit（連接機場大廈上層）
- 電星道 Electra Drive（洛歇L-188伊萊克特拉）
- 天威道 Skymaster Drive（道格拉斯C-54空中霸王）
- 三星道 Tristar Avenue（洛歇L-1011三星）
- 子爵道 Viscount Road（維克斯子爵）
- 啟東道 Eastern Road（啟德機場東部）

啟德機場關閉前，客運大樓外的公共交通總站設有多條機場巴士線路，啟德機場外的太子道東亦有超過30條一般巴士線路來往香港及九龍各地。

## 意外

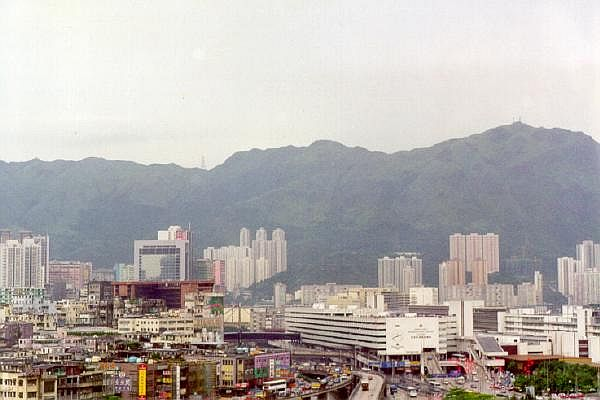
啟德機場客運大樓（圖右）周邊是九龍城的高密度住宅區及山嶺

啟德機場的地理環境特殊，飛機在此升降較為困難，然而在此發生的嚴重意外相對較少。除了因為飛機場管理得宜外，亦因為飛機師都視在啟德機場升降為特別挑戰而加倍留心。航空公司對在香港起降的飛機師的要求亦特別嚴格，只會交由具備足夠經驗的飛機師擔任。部分航空公司更會要求飛機師事先在飛行模擬器加倍訓練，以熟習啟德機場的環境。
以下簡述啟德機場比較嚴重的意外事故：
- 1929年4月27日，10架飛機歡送亨利王子離港返回啟德機場時，一架飛機剷出跑道，3人被飛機擊中斃命。[43]
- 1941年9月21日，中國航空公司一架DC-2降落啟德時衝出機場外的西貢道並撞毀一幢民房，機身嚴重損壞但無人死亡。
- 1946年9月25日，一架準備前往越南西貢（今胡志明市）的英國皇家空軍C-47運輸機在惡劣天氣下，由舊31跑道往獅子山方向起飛後於九龍塘墜毀，19人死亡。
- 1947年1月25日，一架菲律賓航空杜格拉斯C-47A-25-DK飛機嘗試降落啟德機場但不成功。其後，殘骸在柏架山被發現[44]。
- 1949年7月11日，前香港航空公司一架前往廣州的DC-3在啟德起飛時機件故障，無人死亡。
- 1951年3月11日，一架太平洋海外航空（Pacific Overseas Airlines）的C-54飛機於機場起飛後撞向筆架山，26人死亡。事件因能見度低及機師出錯而起。
- 1951年4月9日，暹羅航空一架DC-3因機師出錯及天氣惡劣，在着陸前失控衝落海中，16人死亡。
- 1953年7月27日，皇家空軍一架自新加坡出發的赫士廷斯式（Hastings）運輸機，降落啟德舊13跑道時過早着地，飛機撞毀跑道頭的莆崗民房。一名村民當場撞死，飛機鏟進跑道後着火，全機40人生還。
- 1955年4月11日，印度航空的克什米尔公主号，一架洛歇星座型飞机执行包机任务，原定乘载中国共产党代表团前往万隆参加亚非会议。在启德机场停留期间，國民黨间谍成功潜上飞机放置定时炸弹。飞机在接近印尼海岸时爆炸，机上除3名机员生还外，11名乘客及5名机组人员罹难。炸弹安放者随即逃往台湾。
- 1958年8月31日，美國空軍一架自沖繩抵達香港的C-54軍機，降落舊31號跑道時撞毀舊13/31跑道與07/25跑道的交匯處，無人傷亡。飛機殘骸阻礙飛機升降，當局需提早啟用原定於翌日開放的新13/31跑道。
- 1965年8月24日，發生美軍運輸機墜海事故，一架美國海軍陸戰隊的洛歇KC-130F大力士型運輸機，從13跑道起飛後失控衝入海港沉沒。事件造成59人死亡，是啟德機場最嚴重的空難。
- 1967年6月30日，泰國國際航空601號班機的一架卡拉維爾客機客機在颱風吹襲期間降落，最後滑出跑道墮海，造成14死56傷。事件歸因於天氣及人為錯誤。
- 1967年11月5日，國泰航空033號班機（康維爾CV-880噴射機）起飛失敗，衝出跑道墜海，1死40傷。
- 1977年9月2日，一架前往泰國曼谷的英國環子午線航空CL-44貨機（航班編號3751）起飛後不久引擎着火，在橫瀾島對開海面墜毀，機上4名機員無一生還。
- 1980年2月7日，一架中華航空波音747客機降落時因機尾擦地損傷機尾蒙皮，成為22年後導致中華航空611號班機空難的遠因。
- 1983年10月18日，一架德國漢莎航空波音747貨機起飛時發動機故障，放棄起飛後衝出跑道草坪，起落架斷裂並撞毀引擎，3名機員無恙。航機最終在香港飛機工程公司重修後成功復飛。
- 1988年8月31日，一架三叉戟客機中國民航301號班機在惡劣天氣下於31跑道降落時觸及跑道進場燈，隨即衝出跑道並墜海，機身斷成兩截，造成7死14傷。
- 1993年11月4日，一架波音747-400客機執行中華航空605號班機，在颱風中降落時衝出13跑道。當時陣風達到烈風程度。飛機當時未能穩定下降，但機長仍然堅持繼續着陸而不選擇重飛。最後飛機著地後未能停定，衝入海中，造成23人受傷。
- 1994年9月23日，一架香港政府租用作遣返越南船民的印尼佩利塔航空（Pelita Air Service）洛歇L-100-30大力士型運輸機完成任務後回港，再返回雅加達，豈料在13跑道起飛時，因滑門控制折斷，失控墜海，造成6死6傷。